# 비틀즈
비틀즈(The Beatles)는 1960년 리버풀에서 결성된 영국의 록 밴드이며 문화 아이콘이다. 존 레논, 폴 매카트니, 조지 해리슨, 링고 스타로 구성되었다. 비틀즈는 역사상 가장 영향력있는 음악가로 인정받고 있으며, 20세기를 넘어 21세기를 관통하는 문화로 취급받는다. 그리고 1960년대 반문화와 대중음악을 예술의 한 형태로서 인식하는 데 있어서 필수불가결하다고 평가받는다. 스키플과 비트, 1950년대 로큰롤을 뿌리로 두며 클래시컬한 음악과 전통 팝의 요소들을 혁신적인 방식으로 자신들의 사운드에 버무려냈다. 후기 비틀즈는 발라드와 인도 음악에서 사이키델리아와 하드 록에까지 이르는 폭넓은 음악 스타일을 탐구하였다. 동양 음악과 철학, 사상을 서양 대중음악에 도입하여 최초로 동서양의 조화를 이루었고, 대중음악계에서 처음으로 각종 음향기법을 적용하면서 대중음악과 실험음악을 도입, 더 나아가 클래식과 대중음악의 경계를 허물었다. 레코딩, 작곡작사, 표현, 태도, 1960년대 반문화에 있어서의 선구자이자 성혁명, 패션, 문학, 예술 등 여러 분야에 영향을 끼치면서, 비틀즈는 음악계를 포함한 문화계와 사회의 다양한 방면을 혁신시켰으며, 모든 것을 바꿨다고 평가받는다. 1960년대의 아직도 근대적인 색채가 강했던 시대에서 비틀즈가 사회를 새로운 현대 시대로 이끌면서 이러한 변화의 구심점이자 지휘자 역할을 했다고 평가된다. 그 자체로 사회의 전환점을 찍었다고 평가되면서, 당대 젊은이들과 사회문화적 운동의 리더로서 포장된다. 대표적인 문화 아이콘 중 하나로 평가받고 있고, 역사상 가장 중요한 인물 중 하나로 선정됐다.
주된 작곡작사가인 레논과 매카트니를 중심축으로 하는 비틀즈는 레논이 결성했던 그룹 쿼리멘에서부터 출발하였으며 리버풀과 함부르크의 클럽에서 1960년부터 3년에 걸쳐 그 명성을 쌓아갔다. 당시는 스튜어트 섯클리프가 베이스 담당이었다. 밴드에서 중핵적 위치를 맡았던 3인조 레논, 매카트니, 해리슨이 1958년 뭉치게 되었고, 이후 피트 베스트를 포함하여 여러 드러머를 거쳐가다 1962년 스타에게 부탁하여 밴드에 참여시켰다. 매니저가 된 브라이언 엡스타인이 비틀즈를 프로페셔널한 음악인으로 탈바꿈시켰으며, 조지 마틴은 그들의 레코딩을 지도해 1962년 말의 첫 히트곡 〈Love Me Do〉 이후 그들의 어마어마한 성공에 이바지하였다. 그 유명세가 커져가면서 덩달아 극심해지는 팬의 광란성을 빗대어 "비틀마니아"라고 명명하게 되었으며, 밴드는 "더 팹 포(the Fab Four)"라는 별칭을 가지게 되었다. 엡스타인과 마틴을 비롯하여 밴드를 수행한 여러 인물들을 일러서 비공식적으로 '다섯 번째 비틀'이라고 하기도 한다.
1964년 초 비틀즈는 전세계적인 스타로서 미증유한 수준의 평론적·상업적 성적을 거두었다. 더욱이 영국의 문화적 재기를 리드하는 힘으로까지 발전했으며 미국의 팝 시장에 브리티시 인베이전을 일으키고 1964년 《어 하드 데이즈 나이트》로 은막에 데뷔하였다. 1965년부터 계속하여 비틀즈는 보다 세련된 음반을 제작하기 시작하였으며 《Rubber Soul》, 《Revolver》, 《Sgt. Pepper's Lonely Hearts Club Band》, 종래보다 더한층 큰 상업적 성공을 거둔 《The Beatles》(일명 '화이트 앨범'), 《Abbey Road》 등을 발표하였다. 앨범 시대의 막을 올림으로써 비틀즈는 싱글을 대신하여 앨범이 보다 음반 소비에 있어 지배적인 형태가 되도록 하기도 하였다. 비틀즈는 아울러 사이키델릭 마약과 동방의 영성에 대한 큰 사회적 관심을 불러일으켰고, 또 전자음악, 앨범 아트, 뮤직 비디오에 발전을 가져왔다. 1968년 훗날 밴드의 유산에 관련된 프로젝트를 감리하게 될 다각적 회사조직 애플 코어를 설립. 1970년 비틀즈의 해산 이후 모든 멤버들은 솔로 아티스트로서 성공을 누렸으며, 부분적으로나마 재결합이 이루어졌다. 레논은 1980년 저격을 당하여 횡사하였고, 해리슨은 2001년 폐암으로 별세하였다. 매카트니와 스타만은 아직도 음악 활동을 계속하고 있다.
비틀즈는 역사상 가장 많은 음반을 판매한 아티스트로서 전세계적으로 6억장의 판매량을 기록한 것으로 추정되고 있다. 영국 앨범 차트에서 1위를 15회하여 가장 많은 넘버원 앨범 기록을, 빌보드 핫 100에서 20회로 가장 많은 넘버원 히트의 기록을, 또한 2,190만 장으로 영국에서 가장 많은 싱글 판매량 기록을 보유하고 있다. 수상성적에 있어서는 그래미상 7회, 브릿 어워드 4회, 아카데미상 1회, 아이버 노벨로상 15회 수상. 1988년 로큰롤 명예의 전당에 헌액되었으며, 멤버 전원이 개인으로서 1994년에서 2015년까지 헌액되었다. 《롤링 스톤》은 비틀즈를 역사상 가장 위대한 아티스트로 본다.  《빌보드》도 비틀즈를 역사상 가장 위대한 아티스트로 선정했다. 《타임》은 20세기 가장 위대한 인물 100인에서 그들을 선정해놓았다.

## 역사

### 1956–1963: 결성

#### 쿼리멘과 회명의 변전
1956년 16세 존 레논은 리버풀 쿼리 뱅크 스쿨의 학우 몇 명과 함께 스키플 그룹을 결성한다. 일단은 더 블랙잭스(the Blackjacks)라고 자기들을 자칭했으나, 다른 현지의 그룹이 같은 회명을 쓰고 있음을 알게 되자 쿼리멘(the Quarrymen)으로 회명을 바꾸었다. 1957년 7월 15살 폴 매카트니가 레논과 만나게 되고 얼마 안 있어 쿼리멘에서 리듬 기타 자리를 맡게 된다. 1958년 2월 매카트니는 친구인 15살 조지 해리슨을 데려와 밴드를 구경시켜주었다. 해리슨은 레논에게 오디션을 보았고 레논은 해리슨에 제법 감응하였으나 너무 어린 게 아닌가 생각했다. 한 달간의 설득 끝에 매카트니가 주선한 두 번째 미팅에서 해리슨은 리버풀 버스의 2층에서 기악곡 〈Raunchy〉의 리드 기타 파트를 연주해보였으며, 쿼리멘은 해리슨을 리드 기타리스트로 영입하였다.
1959년 1월 레논의 쿼리 뱅크 친구들이 쿼리멘을 떠나고 레논은 리버풀 예술대학에서 수학하기를 시작했다. 3인의 기타리스트는 자신들을 조니 앤 더 문독스(Johnny and the Moondogs)라고 자칭하였다. 이들은 드러머를 구할 수 있을 때마다 로큰롤을 연주하고 다녔다. 레논의 예술대학 친구 스튜어트 섯클리프가 그림을 한 점 판 돈으로 베이스 기타를 살 것을 종용당하여 1960년 1월 그룹에 들어왔다. 스튜어트는 밴드 이름을 버디 홀리와 더 크리케츠를 트리뷰트하는 이름으로서 비탈스(Beatals)로 바꿀 것을 건의하였다. 이 회명을 5월까지 쓰다가 같은 리버풀내기이자 팝 가수인 조니 젠틀의 배킹 그룹으로 잠시 동안 스코틀랜드 투어를 떠날 때 더 실버 비틀스(the Silver Beetles)라는 이름으로 바꾸었다. 7월 초 다시금 더 실버 비틀스(the Silver Beatles)라는 이름으로 바꾸었다가 8월 중순 비틀즈(the Beatles)라는 이름으로 정착하였다.

#### 초기의 공연장소와 영국에서의 유명해짐
비틀즈의 비공식 매니저 앨런 윌리엄스는 비틀즈의 함부르크 체류를 주선해주었다. 1960년 중순 오디션을 보아 피트 베스트를 드러머로 고용하였다. 이렇게 5인조가 된 비틀즈는 나흘 후 클럽의 주인 브루노 코슈미더와 3개월 반 동안의 체류가 될 계약을 맺고 리버풀을 떠나 함부르크로 이전하게 되었다. 비틀즈 역사학자 마크 루이손은 이렇게 서술한다. "8월 17일 그들은 땅거미가 질 무렵 함부르크에 당도하였다. 그때가 되면 홍등가는 그 활기를 되찾는다 ... 번쩍이는 네온 불빛이 다양한 엔터테인먼트를 제공하겠다며 소리질러댔고, 한편 제대로 옷도 걸치지 않은 여자들은 가게 창문에서 사업 기회를 찾아 부끄럼도 없이 앉아 있었다."
코슈미더는 스트립 클럽 몇 개소를 음악 공연장으로 개조해놓았으며, 일단은 비틀즈를 인드라 클럽에 배정시켰다. 이후 인드라 클럽이 소음 문제로 문 닫게 되자, 10월 비틀즈를 카이저켈러로 옮겼다. 코슈미더는 비클즈가 자신의 라이벌인 톱 텐 클럽과 자신들의 계약과 위배되게시리 공연을 하고 있다는 사실을 알아내고 한 달간의 해약통지서를 주고서는, 독일 당국에 자신의 나이를 속이고 함부르크에 머물고 있던 미성년자 해리슨을 고발해버렸다.
11월 말 당국은 해리슨의 국외 추방을 주선하였다. 일주일 뒤 코슈미더는 매카트니와 베스트를 콘크리트 복도에서 콘돔에 불을 붙였다는 방화 혐의로 고발하였고 당국은 이들을 추방해버렸다. 12월 초 레논도 별수없이 리버풀로 돌아가야 했지만, 스튜어트는 2월 말까지 자신의 독일인 약혼녀 아스트리드 커처와 함부르크에서 머물렀다. 아스트리트는 비틀즈에 있어서 최초의 준전문가 사진가였다.
이후 이태 동안 비틀즈는 한동안 함부르크에서 지내면서 재미삼아 겸 철야 공연을 위한 에너지 보충용으로 프레루딘을 사용했다. 1961년 두 비틀즈의 두 번째 함부르크 계약체류에서 커처는 섯클리프의 머리를 '엑시'(existentialist, 실존주의자) 스타일로 잘라주었고, 이것은 이후 다른 비틀즈 멤버들에게도 옮게 되었다. 그해 초 섯클리프가 비틀즈를 떠나기로 하고 독일에서 예술 공부를 계속하기로 결심하자 매카트니가 베이스를 담당하게 되었다. 1962년 6월까지 프로듀서 베르트 켐페르트가 이들 4인조와 계약을 맺고 폴리도르 레코드에서 발표될 토니 셰리던의 일련의 음반의 레코딩에서 배킹 밴드로 삼았다. 세션의 일환으로서 비틀즈는 폴리도르와 1년간 계약게 되었다. 1961년 6일 녹음하여 '토니 셰리던 & 더 비트 브라더스(Tony Sheridan & the Beat Brothers) 명의로 나온 싱글 〈My Bonnie〉는 발표된 지 4개월 뒤 무지크막트(Musikmarkt) 차트에서 32위 달성했다.

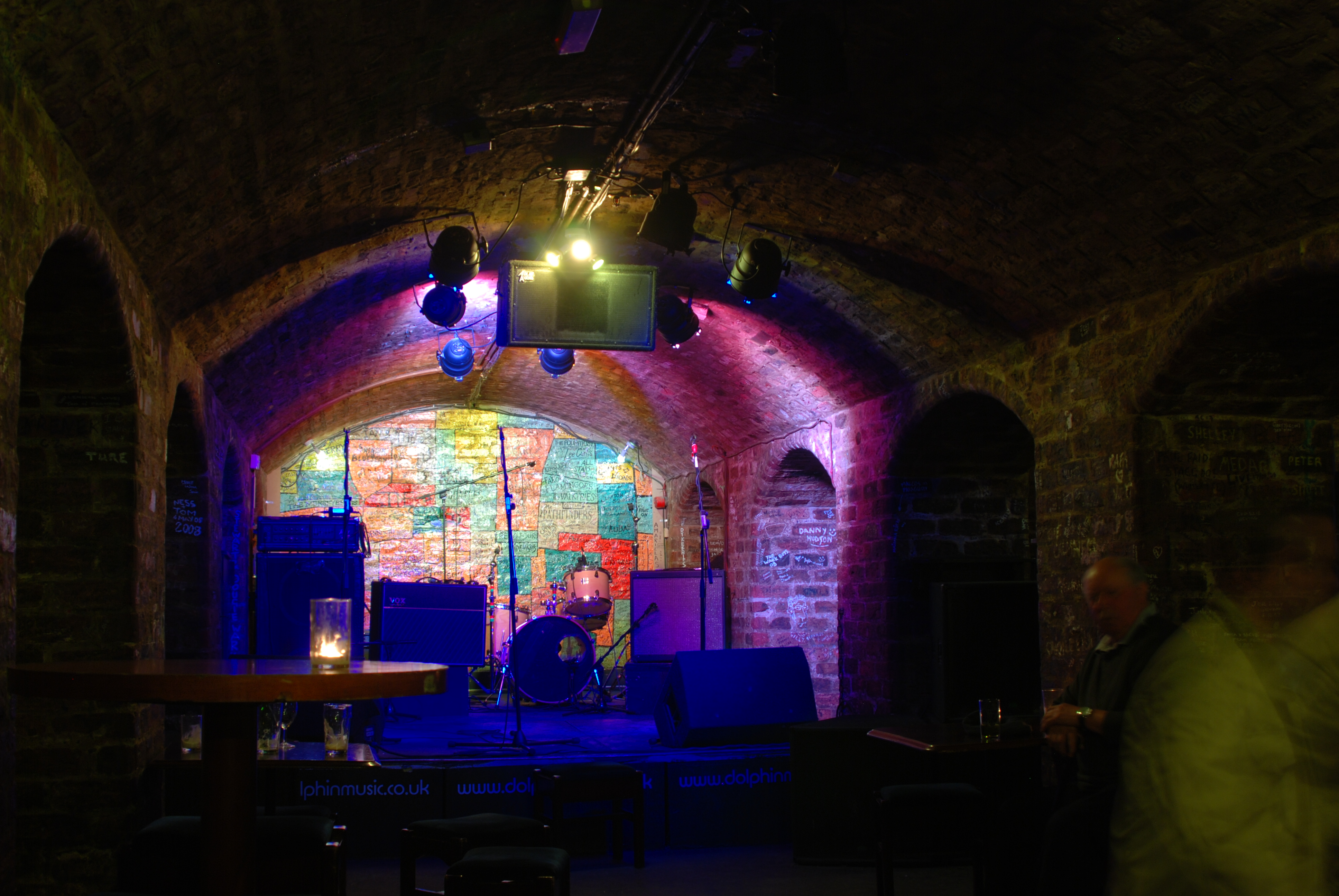
비틀즈는 캐번 클럽에서 매니저 브라이언 엡스타인을 만났다. 사진은 2008년의 것.

비틀즈가 함부르크에서의 두 번째 체류를 끝막을 무렵 비틀즈는 리버풀에서 머지비트 운동의 성장과 함께 제법 인기있는 그룹이 되어갔다. 다만 밤이면 밤마다 같은 클럽에 나와 많은 공연을 치루어야 하는 단조로운 생활에 피로를 느끼기 시작하였다. 1961년 11월 비틀즈가 자주 공연하던 장소 중 하나인 캐번 클럽에서 비틀즈는 현지에서 음반점을 운영하고 음악 칼럼을 쓰던 브라이언 엡스타인을 만난다. 엡스타인은 후일 이렇게 회고한다. "듣자마자 그 음악이 좋더라고요. 신선하고, 진정성있고, 제가 생각기에 존재감이라고 하는 것을 가졌었습니다 ... 스타가 됨직했어요."

#### EMI에서의 첫 녹음
엡스타인은 몇 달간에 걸쳐 비틀즈의 환심을 사려 했으며, 결국 1962년 1월 비틀즈는 엡스타인을 매니저에 임명한다. 1962년 초-중엽에 걸쳐 엡스타인은 비틀즈를 베르트 켐페르트 프로덕션과 맺은 계약의무에서 비틀즈를 빼내오려고 하였다. 엡스타인의 노력에 함부르크에서 마지막으로 녹음 세션을 하는 것을 조건으로 한 달 일찍 계약을 끝내기로 협상하였다. 4월 독일로 돌아갔을 때 슬픔으로 제정신을 잃은 커처가 공항에 나와 섯클리프가 전날 뇌출혈로 사망했음을 알려주었다. 엡스타인은 이제 음반사들과 녹음 계약을 맺기 위하여 분주하게 움직였다. 영국 음반 계약을 얻기 위하여 엡스타인은 토니 셰리던의 배킹 밴드로서 좀더 녹음하는 것과 맞바꾸어 비틀즈의 폴리도르와의 계약의 조기 종료를 꾀하였다. 새해에 열린 데카 레코드 오디션에서 비틀즈는 낙방하였다. 데카 측은 "엡스타인 씨, 기타 그룹은 한물 갔습니다."라고 했다고 한다. 그러나 3개월 후 프로듀서 조지 마틴이 EMI의 팔로폰 레이블과 비틀즈가 계약을 맺게끔 해주었다.

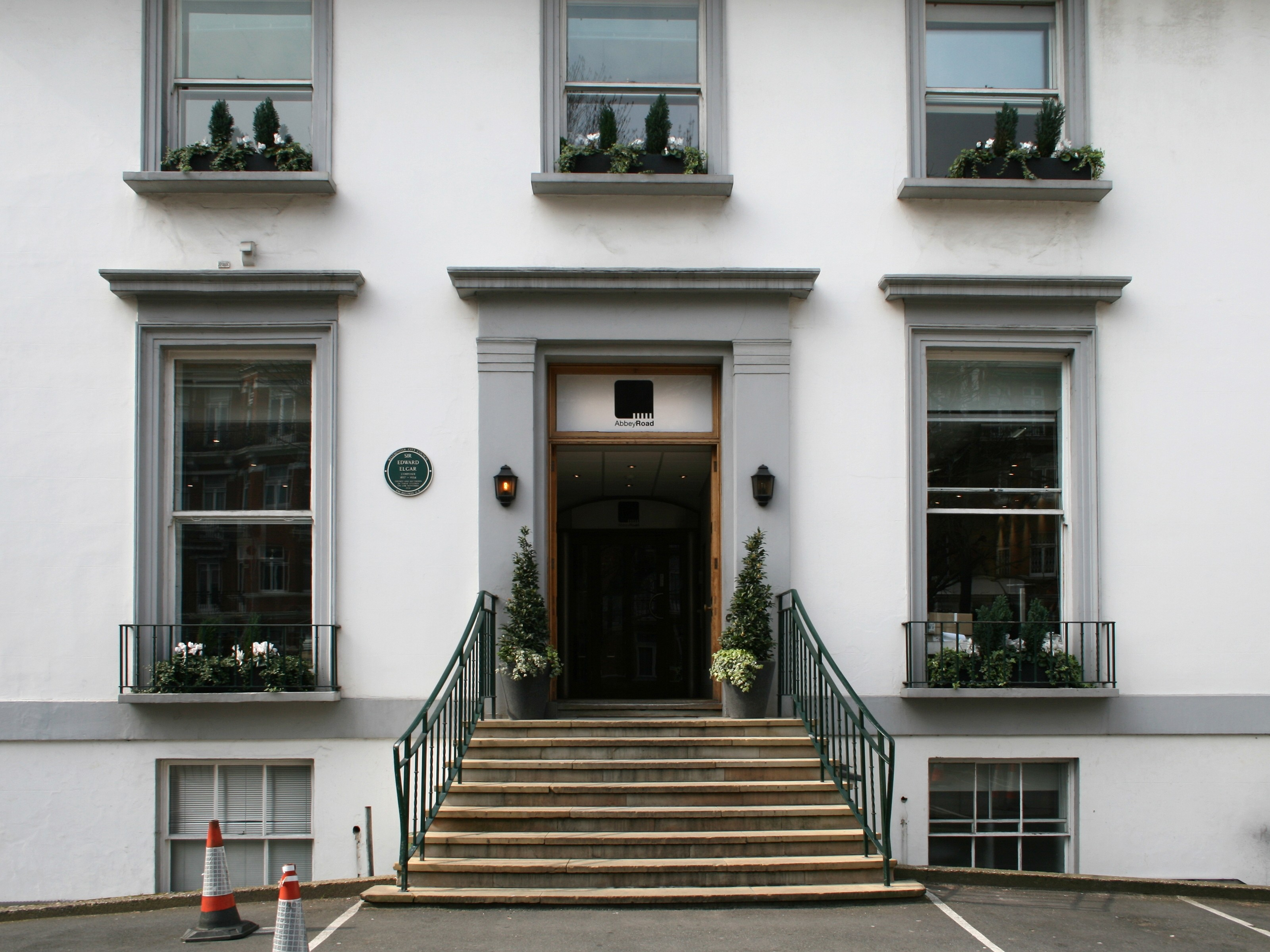
애비 로드 스튜디오의 정문. 2007년 촬영

1962년 6월 6일 마틴이 비틀즈와 처음 가지는 녹음 세션이 런던의 EMI 레코딩 스튜디오에서 열렸다. 마틴은 베스트의 드럼 실력에 곧바로 불만을 엡스타인에게 표시하였고, 그 대신에 세션 드러머를 사용할 것을 권하였다. 애저녁에 베스트의 해고를 염두에 두고 있던 비틀즈는 8월 중순 그를 로리 스톰 앤 더 허리케인스 소속의 링고 스타로 대체하였다. 9월 4일 열린 녹음 세션에서 스타를 드럼 자리에 놓고 〈Love Me Do〉를 녹음하였으나, 마틴은 이에 언짢아하며 결국 일주일 후의 비틀즈의 세 번째 세션 때 앤디 화이트를 데려와 〈Love Me Do〉, 〈Please Please Me〉, 〈P.S. I Love You〉 세 곡을 녹음하였다.
마티는 처음에는 스타 버전의 〈Love Me Do〉를 비틀즈의 첫 싱글로 삼으려 했으나 결국 스타가 탬버린을 치는 화이트 버전을 발표하기로 했다. 10월 초에 발표된 〈Love Me Do〉는 《레코드 리테일러》 차트에서 최고 17위를 달성했다. 비틀즈의 텔레비전 데뷔는 동월 말 지방 방송 《피플 앤 플레이스즈》에서 이루어졌으며, 여기서 라이브 공연을 펼쳐보였다. 마틴이 〈Please Please Me〉를 보다 빠른 템포로 녹음하기를 권한 다음, 11월 말에 열린 스튜디오 세션에서 이 곡이 녹음, 마틴은 "아무래도 자네들의 첫 1위 곡이 탄생한 듯하네."라고 정확히 예견하였다.
1962년 12월 비틀즈는 다섯 번째 겸 마지막 함부르크 체류를 마무리짓는다. 1963년 비틀즈의 모든 멤버들은 자신들의 앨범에 한 명도 빠짐없이 보컬을 넣도록 하는 약속을 맺었다. 여기에는 음역이 그다지 넓지 못했던 스타도 포함되어 있었는데, 이것은 그의 그룹에서의 입지를 다지기 위함이었다 한다. 레논과 매카트니는 작곡 파트너십을 성립시켰으며, 밴드의성공이 커갈수록 이들의 압도적인 콜라보레이션에 해리슨의 리드 보컬리스트로서의 입지는 작아졌다. 엡스타인은 비틀즈의 상업적 잠재력을 최대한으로 끌어올리고자 공연에 있어 비틀즈에게 프로페셔널한 어프로치를 적용시켰다. 레논은 그가 이렇게 말했다 회고한다. "이것 봐, 너희가 정말 높은 곳으로 가고 싶다면 말이지, 이제부터는 바뀔 필요가 있어. 무대에서 먹는 것, 욕하는 것, 담배 피우는 것 전부 금지야."

### 1963–1966: 비틀마니아와 투어 시대

#### 《Please Please Me》, 《With the Beatles》

아이버 아비터가 디자인한 비틀즈의 로고

1963년 2월 11일 비틀즈는 데뷔 앨범 《Please Please Me》 수록될 10곡을 녹음하기 위해 스튜디오에 모였다. 나머지 4곡은 이미 발매된 싱글 두 장의 곡에서 충당하기로 하였다. 마틴은 이 앨범을 캐번 클럽에서 녹음하는 것을 고려하였었지만 건물의 상태가 부적합함에 따라 대신에 최소한의 장비만 가지고 "애비 로드에서의 단 한번의 마라톤 세션"을 통해 라이브 앨범을 흉내내보기로 결정한다. 〈Love Me Do〉의 미지근한 성공 이후 싱글 〈Please Please Me〉가 1963년 1월, 앨범의 발표에서 2달 전에 발표되었다. 이 음반은 2위를 한 《레코드 리테일러》만 빼고 영국의 전 차트에서 1위를 달성하였다.
비틀즈가 "데뷔 앨범을 서둘러 준비했으며, 하루만에 허겁지겁 《Please Please Me》를 내놓았다"고 올뮤직의 평론가 스티븐 토마스 얼와인은 쓰면서 "발표된 지 수십년이 흘렀지만, 이 앨범의 사운드는 아직도 신선하고 고귀하다. 그것은 그 공정의 격렬함 때문이다."라 했다. 레논은 자신이 당시 작곡에 있어 큰 생각은 없었다고 했다. 자신과 매카트니는 "다만 에벌리 브라더스나 버디 홀리같은 팝 송을 쓰려 했지 그 이상가는 생각은 없었습니다. 음악을 만드는 데 있어어요. 가사는 염두조차 두지 않았죠."라 했다.
1963년 3월 발표된 《Please Please Me》는 영국에서 1위를 달성, 이제부터 11장의 앨범이 몽땅 영국에서 1위에 오르는 그 첫 번째 시작점이 되었다. 비틀즈의 세 번째 싱글 〈From Me to You〉가 4월 발표, 1위를 달성함은 물론이고 다음 6년간 나오는 18장 싱글 중 17장이 1위에 오르는 일련의 1위 가도의 시작점이 되었다. 8월 네 번째 싱글 〈She Loves You〉가 발표, 4주만에 75만장이 팔림으로써 영국 사상 가장 빠르게 음반을 팔아치우는 기록을 세웠다. 백만 장 팔린 최초의 싱글이기도 하며, 1978년까지는 가장 많이 팔린 싱글이었다.
비틀즈의 성공은 매체에서의 큰 노출을 가져왔으며, 비틀즈는 이에 불손하고도 코믹한 태도로써 반응하였는데, 이것은 당대의 대중음악가에게서는 찾아보기 힘든 것이었으므로 더욱 큰 관심을 끌어모으게끔 한다. 비틀즈는 반년간을 영국에서 투어를 돌며 지냈다. 2월 4주에 걸치는 투어가 시작되었으며 이것은 비틀즈의 첫 전국 투어였다. 3주간의 3월의 투어와 5-6월의 투어로 계속되었다. 비틀즈가 점점 그 인기를 넓혀가자 광란에 가까운 찬사가 자리잡아져갔다. 고함을 질러대는 열광적인 팬들을 언론은 일러 "비틀마니아" 현상이라고 하였다. 투어의 리더로서 홍보되지는 못했으나 비틀즈는 2월의 찬조공연에서 토미 로와 크리스 몬테즈와 같은 미국의 아티스트를 무색하게 할 정도로 높은 인기를 자랑했다. 항상 미국 아티스트의 뒷편에 서 있었던 영국 아티스트로서는 처음 있는 일이었다. 비슷한 현상이 5-6월의 로이 오비슨과의 투어에서도 발생했다.

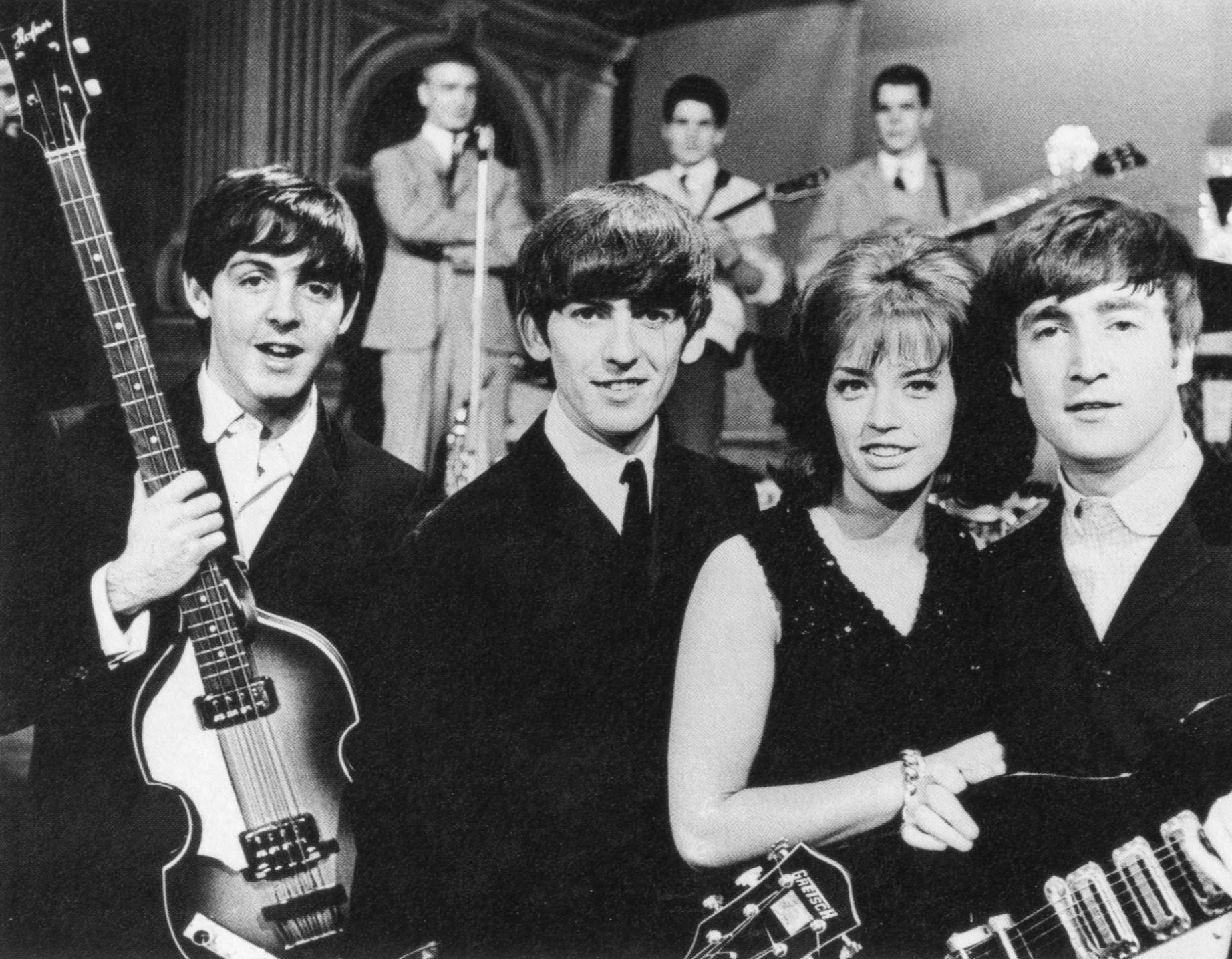
1963년 10월 30일 매카트니, 해리슨, 스웨덴 팝 가수 릴밥스와 레논이 스웨덴 텔레비전 방송 《드롭인》 무대에서

10월에는 스웨덴으로 5일간의 투어를 떠났다. 1962년 12월의 함부르크 공연 이래로 처음 가는 해외 공연이었다. 10월 31일 영국으로 돌아올 때 히스로 공항에서 폭우가 쏟아지는 가운데 수백명의 팬들이 비명을 지르며 비틀즈를 마중나왔다. 50에서 100여명의 저널리스트와 사진가, BBC의 대변인 등이 비틀즈의 항공 리셉션에 참여했으며, 이것은 앞으로 있을 백여 건의 유사한 이벤트의 처음에 지나지 않았다. 이튿날 비틀즈는 9개월만의 영국에서의 네 번째 투어를 시작하였으며 이것은 6주간 하는 것으로 계획되었다. 11월 중순 비틀마니아가 극에 달하여 플리머스에서의 공연에서는 경찰이 고압력 물 호스를 가지고서 관중들을 통제해야 했다.
《Please Please Me》는 레코드 리테일러 차트 정상에서 30주를 머물렀으며 이것을 대체한 것은 다름아닌 같은 해 11월 22일 발표된 비틀즈의 두 번째 앨범 《With the Beatles》였다. 예약주문만 270,000건을 받아놓은 앨범이었다. 이 앨범은 1주만에 50만장이 팔려나갔다. 7월과 10월 사이에 녹음된 이 앨범은 먼젓것보다 더 나은 스튜디오 제작기술을 동원하여 만들어졌다. 이 앨범은 정상을 21주간 차지했으며 차트에 머무르기는 40주간 머물렀다. 얼와인은 이 앨범을 두고 "원랫것보다 더 나은 최고 수준의 시퀄"이라 했다.
당시의 표준적 관행과는 반대로 EMI에서는 앨범을 먼저 낸 다음 곧 나올 싱글 〈I Want to Hold Your Hand〉를 발표하기로 하는데 이것은 싱글의 판매량을 극대화하기 위한 조치였다. 앨범은 레논과 매카트니를 "1963년의 뛰어난 영국 작곡가"로 추켜올려준 바 있는 《타임스》의 윌리엄 맨의 주목을 받았다. 신문은 앨범의 음악에 대한 맨의 분석과 이에 대한 경의를 표한 일련의 기사를 게재하였다. 《With the Beatles》는 영국 차트 사상 두 번째로 백만 장 판매량을 달성, 이것은 1958년의 《사운드 퍼시픽》 사운드트랙 이래로 처음이다. 이 앨범의 재킷 해설을 쓸 때 비틀즈의 홍보부장 토니 배로는 "굉장한 4인조(fabulous foursome)"라는 표현을 썼는데, 언론이 이것을 수용, '더 팹 포(the Fab Four)'로 바꿔 널리 유포하였다.

#### 첫 방미와 브리티시 인베이전
EMI의 미국 자회사 캐피틀 레코드는 처음의 세 싱글을 비롯한 이들의 음악을 발표하는 것을 거절함으로써 미국에서의 비틀즈의 진출을 막고 있었다. 동시에 1963년 미국의 독립음반사 비제이와 교섭하여 다는 아니지만 일부 곡을 발표할 수 있게 되었다. 비제이는 팔로폰의 《Please Please Me》에서 대부분의 곡을 떼온 《Introducing... The Beatles》의 준비를 끝마쳤으나, 대대적인 경영진 개혁에 따라 앨범의 발매는 중지되고 말았다. 이 음반사가 게다가 매출액에 대한 로열티를 보고하지 아니한 것이 발각되자 EMI가 비제이와 계약한 라이선스는 무효화되었다. 새롭게 스완 레이블에서 싱글 〈She Loves You〉의 라이선스를 얻어 발표하였다. 이 음반은 버지니아의 타이드워터 지역의 진 러빙의 라디오 방송국 WGH에서 송출되었으며, 《아메리칸 밴드스탠드》의 '레이트 어 레코드' 코너에서 소개되었으나 전국적 관심을 끌어모으기에는 역부족이었다.

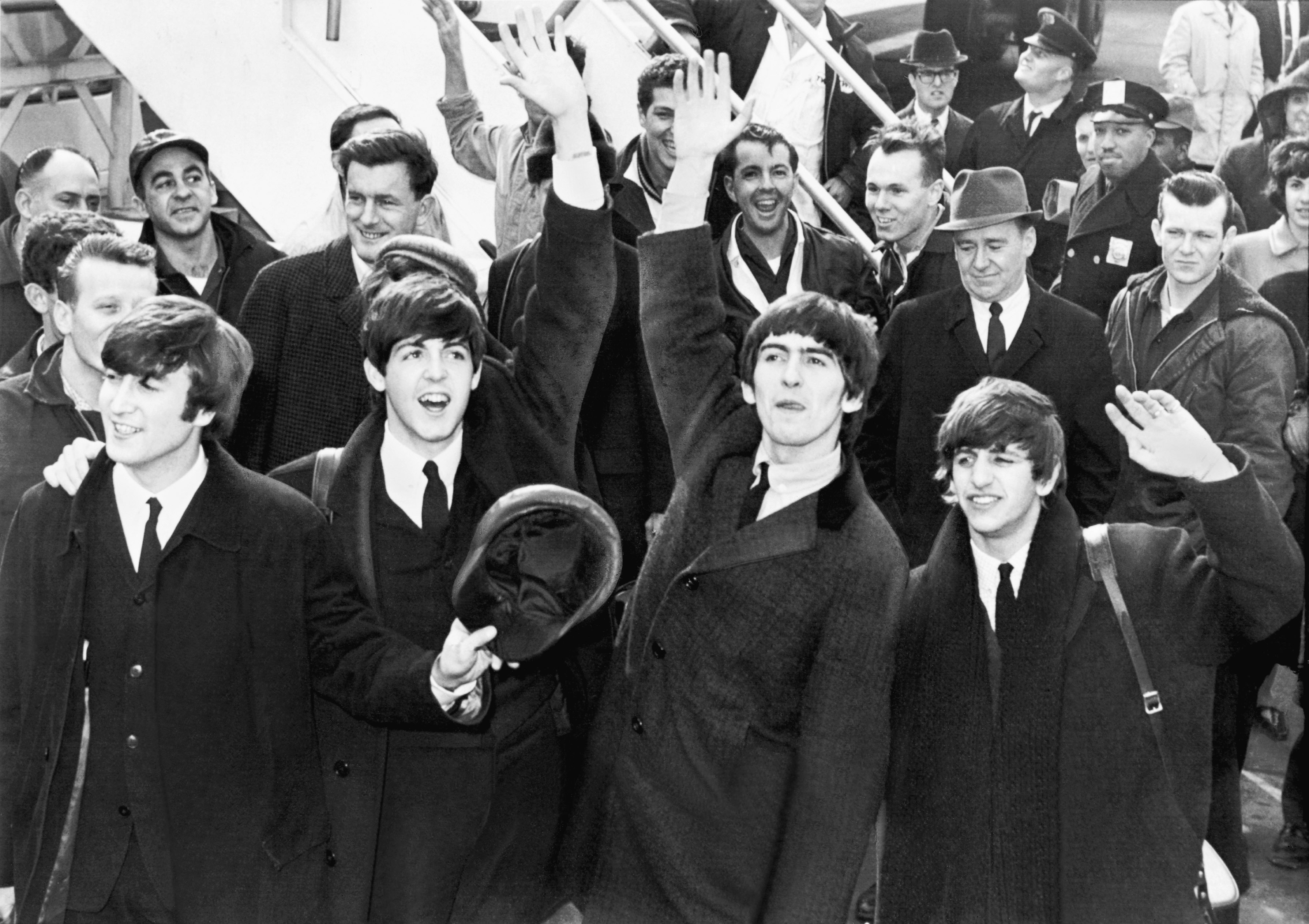
1964년 2월 존 F. 케네디 국제공항에 도착한 비틀즈

엡스타인은 캐피틀의 브라운 메그스에 〈I Want to Hold Your Hand〉의 데모를 건네주었으며 메그스는 이에 밴드와 계약하고 40,000 달러에 달하는 마케팅 캠페인을 주선하였다. 비틀즈의 미국에서의 차트 성공은 1963년 12월 중순, 워싱턴 DC의 AM 라디오 방송국 WWDC의 캐롤 제임스가 영국 싱글 〈I Want to Hold Your Hand〉를 한 장 입수하여 송출하면서부터였다. 이것을 다시 녹음한 음반이 미국 전역의 라디오 방송국에 유통되었다. 이것은 음반에 대한 수요 증가를 야기시켜 캐피틀은 3주나 일찍 〈I Want to Hold Your Hand〉를 발매하게 되었다. 12월 26일, 비틀즈의 방미가 몇 주 앞으로 다가온 가운데 〈I Want to Hold Your Hand〉는 백만 장을 팔아치워 1워 중순에는 1위 히트를 달성했다. 뒤따라서 비제이와 캐피틀이 《Introducing... The Beatles》와 《Meet the Beatles!》를 각각 발표하였으며 스완에서는 〈She Loves You〉를 다시금 찍어내기 시작했다.

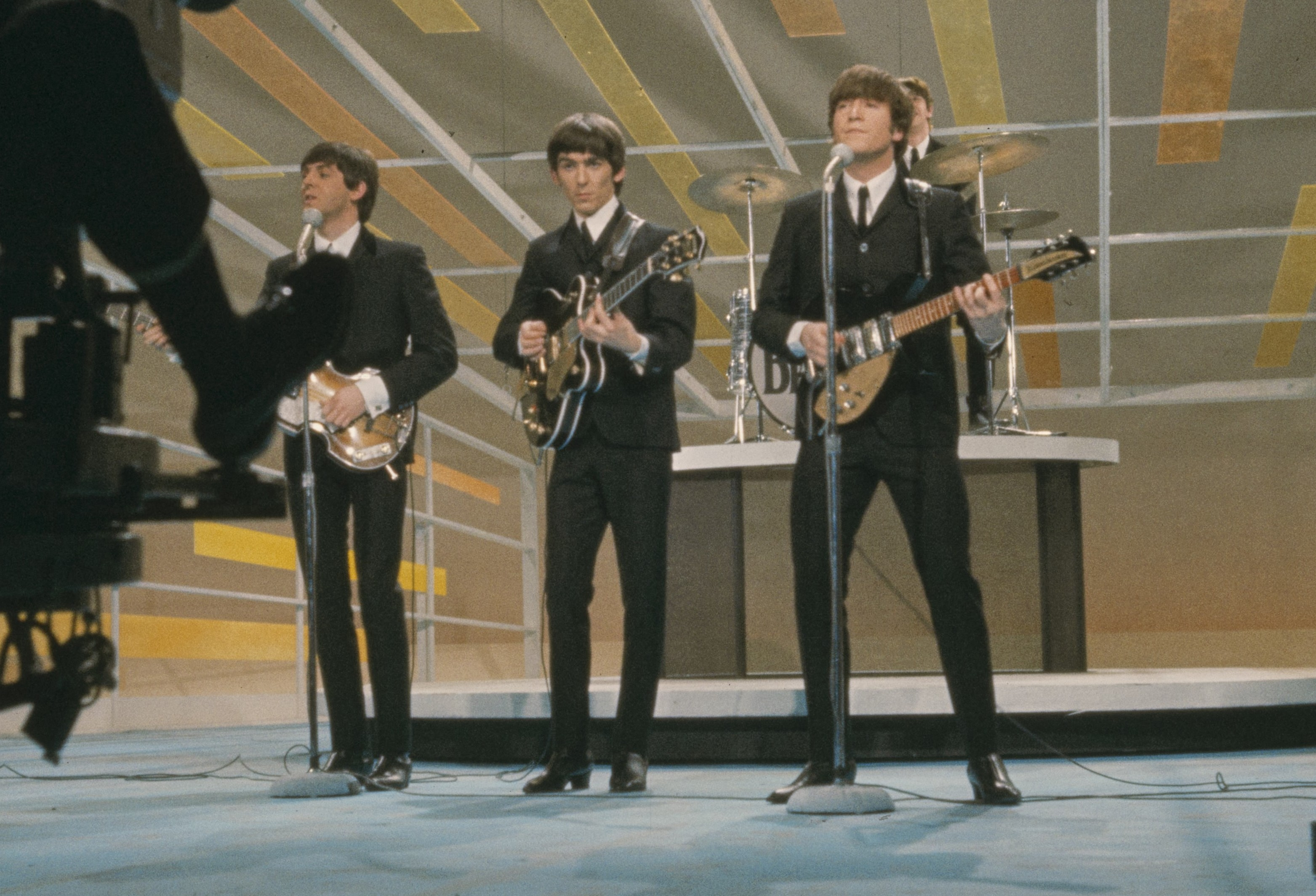
1964년 2월 《에드 설리번 쇼》에서 공연하는 비틀즈

1964년 2월 7일 비틀즈는 4,000여명의 손을 흔들며 소리 지르는 팬들을 뒤로하고 히스로 공항을 출발하여 도미하였다. 이들이 존 F. 케네디 공항에 당도하였을 때는 3,000여명에 달하는 사람이 왁자지껄하게 이들을 마중하였다. 이틀 후 미국에서 가지는 첫 텔레비전 라이브 방송이 《에드 설리번 쇼》에서 이루어졌으며 2,300여만 가구에서 7,300여만 명의 시청자가 이들을 지켜보았다. 이것은 당시 미국 인구의 34퍼센트에 달하는 수치이다. 전기작가 조너선 구드가 쓰되, 닐슨 레이팅 서비스에 따르면 "미국 텔레비전 프로그램 역사상 유래가 없는 가장 많은 시청자"였다고 한다. 이튿날 비틀즈는 미국에서 자신들의 평가가 크게 박했음을 깨닫지만, 그 다음날의 워싱턴 콜리시엄에서 열린 첫 미국 콘서트에서 비틀마니아는 또다시 분출되었다. 이튿날에는 뉴욕으로 날아가서 카네기 홀에서 2회 공연을 하는 가운데 큰 환호를 받았다. 비틀즈는 플로리다로 건너가 7,000만명이 지켜본 《에드 설리번 쇼》에 두 번째로 출연한 이후 2월 22일 영국으로 돌아왔다.
비틀즈가 처음 미국을 방문했을 때는 지난 11월 일어난 존 F. 케네디 암살사건에 대한 애도가 나라에서 아직 가시지 않은 때였다. 논평가들은 이따금 많은 사람들, 특히나 젊은이들에게 비틀즈의 공연은 암살 이후 잠시 동안 사라졌던 흥분감과 가능성을 재점화시켜주었으며, 또한 다음 십년대에 올 혁명적 사회변화에의 길을 터주는 데 이바지하였다고 말한다. 당대의 것과 비교했을 때 유난하게 길던 비틀즈의 머리 모양은 많은 어른들의 조롱을 샀으나, 급성장하는 청소년 문화에 대한 반항의 상징이 되기도 했다.
비틀즈의 유명해짐은 영국 음악에 대한 미증유한 관심을 낳게 되었으며, 많은 영국 아티스트들이 이때 미국으로 건너가 데뷔하였고 브리티시 인베이전으로 일컬어지는 3년간 성공적인 투어를 돌았다. 미국에서의 비틀즈의 성공으로 인하여 일련의 영국 비트 그룹과 팝 그룹이 미국에서 잇따라 성공을 거두었는데 데이브 클라크 파이브, 애니멀스, 페툴라 클라크, 킹크스, 롤링 스톤스가 대표적이다. 1964년 4월 4일 주간에 비틀즈는 빌보드 핫 100 싱글 차트에서 무려 12개 곡을 올려놓은 상태였으며 톱 5 곡도 개중 있었다.

#### 《A Hard Day's Night》
1963년 캐피틀의 비틀즈에 대한 관심부족은 간과되지 않았으며, 경쟁사 유나이티드 아티스츠 레코드는 자신들의 영화부문을 설득하여 비틀즈와 세 편의 장편영화 제작 계약을 맺는다. 미국에서의 그 사운드트랙의 상업적 잠재력을 높이 산 것이 주된 이유였다. 1964년 3-4월 6주간 비틀즈는 리처드 레스터 감독의 《어 하드 데이즈 나이트》에 출연하였다. 장르는 뮤지컬 코미디였다. 이 영화는 7월과 8월 런던과 뉴욕에서 각각 초연되었으며 또 전세계적인 성공을 거두었다. 평론가들 가운데에는 그들을 마르크스 형제에 견준 이들도 있었다.
유나이티드 아티스츠는 미국 시장에 비틀즈의 노래와 마틴의 오케스트라 곡을 수록한 풀 사운드트랙 앨범을 발표하였다. 다른 곳에서는 비틀즈의 세 번째 앨범 《A Hard Day's Night》로서 1면에는 영화의 수록곡을, 2면에는 새로운 노래를 담았다. 얼와인에 따르면 이 앨범은 비틀즈를 "진정으로 자기 자신들만의 밴드를 구축해냈다"고 볼 수 있게 했으며, "첫 두 앨범이 가진 모든 이질적 영향을 밝고, 기쁜 오리지널 사운드로 합쳐냈으며, 낭랑한 기타와 저항 불가능한 멜로디로 가득하다" 한다. 이 "낭랑한 기타" 사운드는 주로 해리슨의 12현 일렉트릭 리켄배커가 창조해낸 것인데, 해리슨이 쓴 것은 제조사에서 받은 시제품으로 앨범에서 쓰인 것은 이번이 처음이었다.

#### 1964년 세계 투어, 밥 딜런과의 만남, 민권운동의 편에 서다

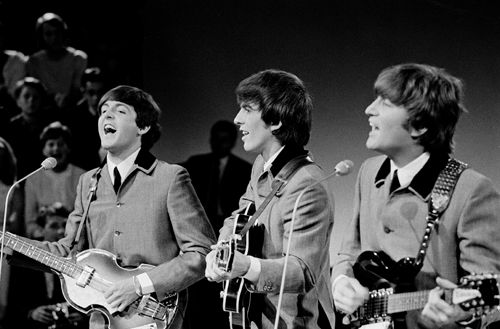
1964년 네덜란드 텔레비전에서 공연하는 매카트니, 해리슨, 레논

6-7월간 전세계적인 투어를 돌게 된 비틀즈는 덴마크, 네덜란드, 홍콩, 호주, 네덜란드에서 27일간 36회 공연을 펼쳤다. 8-9월 비틀즈는 미국으로 돌아가 23개 도시에서 30회 공연을 펼쳤다. 다시금 격렬한 관심을 일으키게 되어 샌프란시스코에서 뉴욕에 이르는 공연장소에서 30분간 공연을 펼치며 1만에서 2만 사이의 팬들을 끌어모았다.
8월 저널리스트 알 아로노위츠는 비틀즈와 밥 딜런의 만남을 주선했다. 뉴욕 호텔 스위트룸에서 비틀즈를 내방해왔을 때 딜런은 대마초를 이들에게 소개해주었다. 구드는 이 만남의 음악적·문화적 중요성을 지적하면서, 이전에는 두 음악인들의 팬층이 각각 "두 개의 분리된 하위문화 세계에서 살고 있는 것으로 인식되었다" 말한다. 딜런의 관중들은 "예술적 혹은 지적인 성향에, 떠오르기 시작한 정치적·사회적 이상주의자에 약간 보헤미안 스타일"이었다면 이와 대조적으로 비틀즈의 팬들은 "고등학교나 초등학교에 다니면서 상업주의적 텔레비전, 라디오, 팝 레코드, 팬 잡지, 청소년 패션에 둘러싸인 완전한 티니보퍼(teenybopper, 십대 여자)였다. 포크 음악계의 딜런의 추종자들에 비틀즈는 우상숭배자였지, 이상주의자는 아니었다."
딜런과 만난 지 6개월만에, 구드의 설명대로라면 "레논은 음반을 만들 때 공공연히 딜런의 웅웅거리는 콧소리, 귀에 거슬리는 스트럼, 자기성찰적 보컬 페르소나를 흉내내기 시작하였다." 그리고 6개월이 지난 시점에서 딜런은 배킹 밴드에 전기악기를 사용하여 공연하기 시작하였으며, "전성기에 있던 모드 패션으로 치장하였다." 구드는 이어 쓰되 결과적으로 포크와 록을 가로지르는 전통적 구분은 "거의 사라졌으며" 점차 비틀즈의 팬은 세계관에 있어 성숙해지고, 딜런의 팬은 새롭고 젊은이들이 리드하는 팝 문화를 수용하게 되었다 한다.
1964년 미국 투어 와중에 비틀즈는 당시 미국에 있던 인종분리에 맞닥뜨리게 된다. 9월 11일 플로리다주 잭슨빌의 게이터 볼에서 열릴 공연에서 인종분리가 있을 것이라는 정보를 전해듣자 비틀즈는 인종간 분리가 없어지지 않는 한 공연치 않겠다고 으름장을 놓았다. 레논은 다음과 같이 말했다. "인종이 분리된 상태로는 절대 공연치 않을 것이며 지금 시작도 않을 것입니다 ... 차라리 출연료를 날리고 말지요." 시 공무원은 결국 비틀즈의 손을 들어주고 인종을 분리치 않고 공연을 진행시켰다. 비틀즈는 잭슨빌의 호텔 조지 워싱턴의 백인전용실에 대한 예약도 취소하였다. 이후로 1965년과 1966년의 공연에서는 비틀즈는 계약서류 조항에 인종차별이 없을 것을 명기하도록 조치하였다.

#### 《Beatles for Sale》, 《Help!》, 《Rubber Soul》
구드의 설명대로라면 비틀즈의 네 번째 앨범 《Beatles for Sale》은 비틀즈의 전세계적 성공에 따른 상업적 압박과 이들의 창조적 야망의 충돌에 대한 증거가 되어준다고 한다. 1964년 8월과 10월 녹음된 이 앨범은 처음의 두 앨범과 달리 《A Hard Day's Night》처럼 애오라지 오리지널 곡만 담는 것으로 기획하고 있었다. 그렇지만 모아둔 곡은 거의 다 소진한 상태였고, 게다가 계속되는 세계적 투어가 작곡에 큰 방해가 되었다. 레논은 "수록할 곡이 바야흐로 엄청난 문제덩어리가 되어버렸다"고 했다. 그 결과 앨범 완성을 위해 비틀즈의 레퍼토리 중에서 고른 여섯 개 커버곡이 들어가게 되었다. 12월 초 발표된 앨범 속의 여덟 개의 오리지널 작곡은 레논-매카트니 작곡 파트너십의 원숙해짐을 노현시켜주었다.
1965년 초 레논, 해리슨과 그들의 아내들과의 저녁 식사 후 해리슨의 치과의사 존 라일리는 그들 몰래 커피에 LSD를 넣어 대접하였다. 레논은 이 경험을 이렇게 설명한다. "정말이지 무서웠습니다만, 한편으론 끝내줬어요. 한 달인가 두 달인가 제법 얼얼했더랬죠." 연후 레논과 해리슨은 마약의 정기적 사용자가 되었으며 최소 한번은 스타에게도 이 경험을 시켜주었다. 해리슨의 사이키델릭 마약의 사용은 그를 명상과 힌두교로 이끌리게 만들었다. 해리슨은 다음과 같이 말한다. "제게 그것은 불빛이었어요. 애시드를 처음 복용했을 때 그것이 제 내부에 있던 머릿속의 무언가를 열어주었어요. 그러고는 많은 것은 깨달았습니다. 이미 알고 있었기에 배우게 된 것은 아니었어요. 그렇지만 그 일이 그것을 드러낼 실마리가 되어주었다고 할 수 있습니다. 그 순간부터 언제나 그 요기며 히말라야며, 라비의 음악에 대한 생각들을 원하게 되었어요." 매카트니는 처음에는 거부하는 입장이었으나 결국 1966년 사용해보게 된다. 매카트니는 이후 공개적으로 LSD를 논의한 첫 비틀이 되었으며, 한 잡지와의 인터뷰에서 "그것이 제 눈을 뜨이게 했습니다" "나를 사회의 일원으로서 더 낫게끔, 더 정직하게끔, 더 관대하게끔 만들어주었습니다"라 언명하였다.

《헬프!》의 트레일러에서의 비틀즈

1965년 6월 수상 해럴드 윌슨이 비틀즈 4인을 대영제국훈장(MBE)에 노미네이트하고서 엘리자베스 2세 여왕이 비틀즈 전원을 그 수훈자로 지정하자 논란이 일어났다. 이러한 영광은 당시 참전용사나 사회적 지도자에게 부여되는 것이었기 때문이었다. 이에 대한 항의시위로서 일부 보수적인 MBE 수훈자들은 자기들의 훈장을 도로 반환하기도 했다.
7월 비틀즈의 두 번째 장편영화 《헬프!》가 개봉하였다. 레스터가 다시금 감독을 맡았다. "대체로 본드를 끈질기게 패러디한" 이 영화는 비틀즈 본인들을 비롯하여 평론가들의 엇갈린 평가를 받았다. 매카트니는 이렇게 말한다. "《헬프!》는 좋은 영화지만 우리 영화라고는 말 못해요. 우리는 일종의 게스트 스타였죠. 재미있지만서도, 기본적으로 영화의 아이디어 자체는 뭔가 어그러져 있었어요." 사운드트랙에 있어서는 거의 레논의 독무대였다. 레논이 거의 모든 곡을 쓰고 불렀으며 싱글 〈Help!〉와 〈Ticket to Ride〉도 그러했다.
비틀즈의 다섯 번째 앨범이 되는 《Help!》는 《A Hard Day's Night》와 같이 1면에 사운드트랙 곡들을 넣고 추가적으로 같은 세션에서 녹음한 곡들을 2면에 넣는 형식을 취한다. 본 앨범은 〈Act Naturally〉와 〈Dizzy Miss Lizzy〉를 제외하면 전곡이 자작곡으로서 채워져 있다. 《Let It Be》에서 리버풀의 민요 〈Maggie Mae〉 짧게 커버한 것을 제외하자면 비틀즈의 앨범에서 커버곡이 수록되는 것은 이것이 마지막이다. 비틀즈는 이번 앨범에서 보컬 오버더빙의 사용을 늘렸으며, 일부 편곡에 클래식한 악기를 포함시켰다. 예를 들면 현악 4중주를 사용한 팝 발라드 〈Yesterday〉가 있다. 〈Yesterday〉는 폴 매카트니 작곡, 가창의 노래로서 다른 비틀즈 멤버는 일절 참여치 않았으며, 이후 가장 많이 커버된 노래가 되었다. 《Help!》로 인하여 비틀즈는 록 그룹에 있어서는 최초로 그래미상 올해의 앨범에 노미네이트되었다.

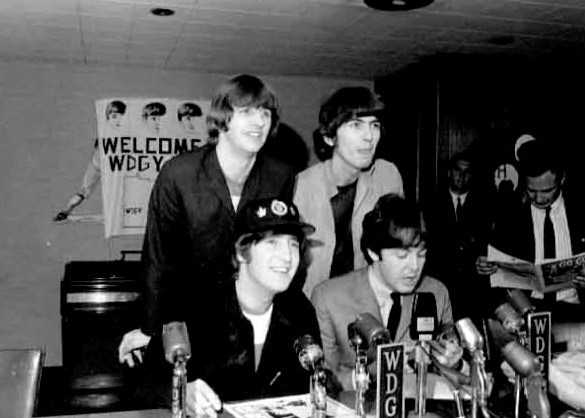
1965년 8월 뉴욕 셰이 스타디움에서의 공연을 마친 후 미네소타주에서 기자회견을 가지는 비틀즈

비틀즈의 세 번째 미국 투어는 뉴욕 셰이 스타디움에서의 공연으로 그 첫 단추를 꿰게 되었다. 이 공연에서는 55,600명이 운집하는 대기록을 세웠다. 루이손은 "아마도 비틀즈의 공연 가운데서도 가장 유명한 콘서트"라고 설명한다. 미국의 다른 도시들에서도 9회의 성공적인 콘서트를 펼쳤다. 애틀랜타에서의 콘서트에서는 사상 최초로 온스테이지 모니터 스피커로 폴드백 시스템을 사용한 공연을 선보였다. 투어의 끝자락에 다다랐을 때 비틀즈는 자기들에 막대한 영향을 미쳤던 엘비스 프레슬리의 초대를 받아 베벌리 힐스의 자택에서 그와 독대했다. 1965년 9월에는 미국의 토요 카툰 시리즈 《더 비틀스》가 초연되었다. 본 방송은 《어 하드 데이즈 나이트》에서 보여줬던 슬랩스틱을 2년간 선보여줬다. 실존인물에 대한 최초의 주간 애니메이션 시리즈라는 점에서 역사적인 사건이었다.
10월 중순 비틀즈는 녹음실에 틀어박히게 된다. 비틀즈는 이때 처음으로 다른 큰 일정 없이 너른 기간 동안 앨범을 만들 수 있게 되었다. 이때까지는 조지 마틴의 말대로라면 "우리는 앨범을 싱글의 모음집처럼 만들고 있었습니다. 이제 우리는 진실로 우리 스스로의 예술로서 앨범을 생각할 수 있게 되었다 할 수 있습니다." 12월 발표된 《Rubber Soul》은 비틀즈의 음악이 성숙함과 복잡함에서 한 단계 진보했다는 평을 들으며 평론가로부터 추켜세워졌다. 대중음악계 최초로 앨범에 작품성을 불어넣었다 평가받고 있으며, 앨범의 주제는 로맨스와 철학의 깊은 면을 받아들이며 확장되기 시작하였는데 이러한 발전은 NEMS의 중역 피터 브라운의 말마따나라면 "이제는 상용화가 다 된 대마초의 사용" 덕이었다. 레논은 《Rubber Soul》을 일러 "대마초 앨범(the pot album)"이라고 하기도 했으며, 스타는 이렇게 말했다. "대마초는 우리의 변화에 정말로 큰 영향을 줬습니다. 특히나 작곡에 있어서요. 이들이 다른 주제로 작곡을 시작했으니 우리도 다르게 연주해야 했죠." 《Help!》에서 플루트와 현악기와 같은 클래시컬한 음악을 도입했다면, 이번에는 〈Norwegian Wood (This Bird Has Flown)〉에서의 해리슨에 의한 시타르의 도입으로써 대중음악의 경계를 보다 넓히게 되었다. 가사가 보다 예술적으로 성장하기 시작하자 팬들은 그 속에서 깊은 의미를 찾아내려고 애를 쓰기 시작했다.
《Rubber Soul》의 일부 곡은 레논과 매카트니의 합작품이지만, 이 앨범에는 곡들간에 뚜렷한 차이점이 있기도 하다. 다만 레논-매카트니의 전곡 중에서도 정점에 위치한다고 여겨지는 〈In My Life〉와 같은 곡에서만큼은 계속하여 공동명의를 사용하였다. 해리슨은 《Rubber Soul》을 자신이 "가장 좋아하는 앨범"이라고 한 바 있으며, 스타는 이것을 "출발의 음반"이라고 했다. 매카트니는 이렇게 말한다. "우리는 귀여운 시대를 건너왔고 이제는 확장할 시간이었다." 한편 녹음 엔지니어 노먼 스미스는 본 앨범의 스튜디오 세션이 그룹 내의 분란의 조짐을 드러내기 시작한 순간이었음을 지적한다. "존과 폴의 충돌은 점차 명백화되었다."고 쓰면서 "폴이 생각기에, 조지에게는 아무런 권한이 없었다"고도 했다. 2003년 《롤링 스톤》은 《Rubber Soul》을 '사상 최고의 앨범 500장'에서 5위에 올려두었으며, 올뮤직의 리치 언터베르거는 "클래식 포크록 음반 가운데 하나"로 앨범을 형용했다.

#### 논란과 마지막 투어, 《Revolver》
1963년 12월부터 캐피틀 레코드는 미국 시장에 비틀즈의 음반을 판매하기 시작한다. 어떠한 포맷으로 비틀즈의 곡을 선보일지는 그들 자유였으므로 비틀즈가 싱글로 내보내기로 결정한 곡들을 비롯하여 여러 곡들을 짜집기하여 앨범을 제작, 이로써 미국 앨범은 영국 앨범과는 다른 모양을 갖추게 되었다. 1966년 6월 캐피틀의 앨범 《Yesterday and Today》이 거대한 논란을 불러일으킨다. 활짝 웃는 비틀즈가 정육점 작업복을 입고 생고기와 훼손된 플라스틱 아기 인형과 같이 있는 모습을 담은 재킷이 문제였다. 캐피틀에서 비틀즈의 앨범의 미국판을 만드는 것을 빗대어 "도축했다"고 하는, 비틀즈 나름의 풍자적 반응이었다는 설은 비틀즈 전기작가 빌 해리에 따르면 낭설이라고 한다. 수천장의 앨범이 논란에 따라 새로운 커버로 교체되었으며, 2005년 12월 껍질을 벗기지 않은 1쇄판이 경매에 붙여져 10,500 달러에 팔렸다. 한편 영국에서 해리슨은 시타르의 마에스트로 라비 샹카르를 만나 그에게 사사하는 것을 허락받았다.
《Yesterday and Today》가 논란이 된 지 한달이 지나 필리핀에서 투어를 하고 있을 때 비틀즈는 의도치 않게 필리핀의 영부인 이멜다 마르코스를 모욕하게 되었다. 이멜다는 대통령 관저에서 열릴 점심 리셉션에 비틀즈가 참여하기를 기대하고 있었던 것이다. 초대장이 전해졌을 때 엡스타인은 그러한 공식적 초대를 수락하는 것은 자신의 방침과 어긋나는 것이었기에 비틀즈 전원을 대표하여 정중하게 제안을 거절하였다. 이들은 곧 마르코스 정권이 거절받는 것에 대해 익숙치 않음을 뼈저리게 깨닫는다. 그 결과 폭동이 비틀즈를 덮쳐왔고 이들은 어렵사리 필리핀을 탈출해야만 했다. 그 직후 비틀즈는 처음으로 인도를 방문하였다.
우리는 이제 예수보다도 유명합니다. 로큰롤과 기독교 중 어느 것이 먼저 없어질지는 저도 모르겠습니다만.
비틀즈가 고국으로 돌아간 지 얼마 되지 않아 이들은 또 새로운 논란과 맞닥뜨리게 된다. 그해 3월 레논이 영국의 기자 모린 클리브와 가졌던 인터뷰에서 레논이 남긴 발언이 미국의 종교적, 사회적 보수단체(쿠 클럭스 클랜같은)를 크게 자극했던 것이다. "기독교는 없어집니다"라고 레논은 말했다. "스러지고 이울어집니다. 이에 대해서는 논담이 불필요합니다. 제 말이 옳고 또 제가 옳음이 증명될 겁니다 ... 예수 자신은 올발랐지만 그의 제자들이 미욱하고 범상했던 겁니다. 그들이야말로 기독교를 이리도 왜곡시키고 결국은 망치게 한 당사자라고 생각됩니다." 레논의 발언은 영국에서는 논란거리도 되지 않았으나, 미국의 청소년 팬 잡지 《데이트북》이 5개월 후 이것을 재인쇄하면서 미국의 보수적인 바이블 벨트 지역에서 논란이 촉발되었다. 바티칸에서는 항의성명을 발표했으며, 비틀즈의 음반이 스페인, 네덜란드, 남아프리카 국가방송서비스에서 송출이 금지되었다. 엡스타인은 《데이트북》이 레논의 발언을 아무런 맥락없이 갖다 썼음을 지적하였다. 기자회견에서 레논은 "제가 만일 텔레비전이 예수보다 인기가 많다 했으면 그냥 넘어갈 수 있었겠죠."라 했다. 레논은 또한 다른 사람들이 자신들의 성공을 어떻게 바라보는지에 대해 언급했음을 주장했지만 기자들의 설득 끝에 "제가 사과하기를 바라신다면, 그게 당신을 행복하게 한다면, 좋습니다. 제가 잘못했습니다."라 말을 마무리지었다.

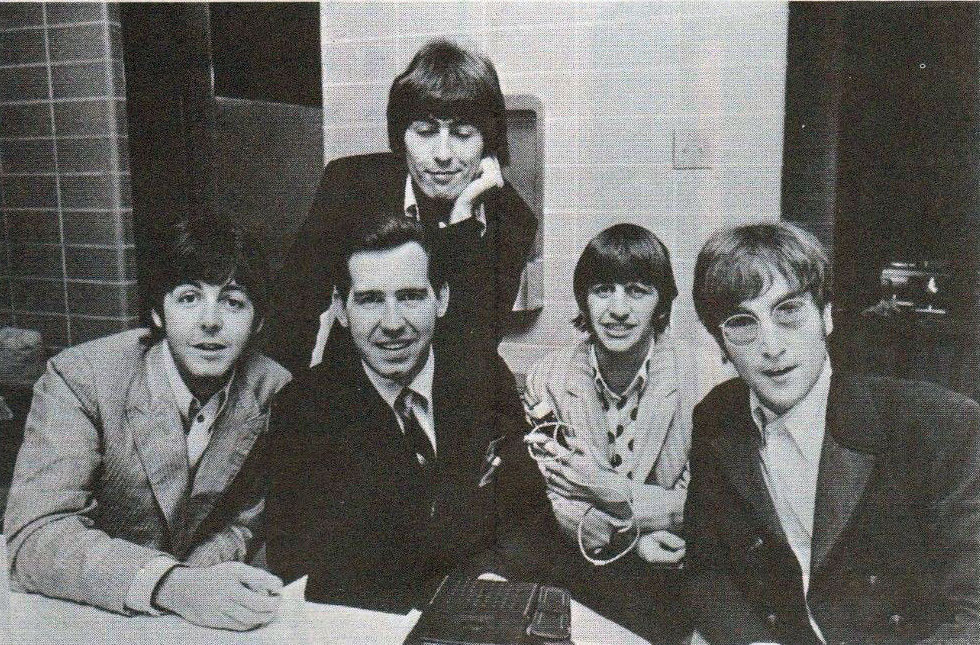
1966년 10월 지미 스탁스와 비틀즈

1966년 8월, 비틀즈의 마지막 투어 일주일 전에 발표된 《Revolver》로써 비틀즈는 또다른 예술적 진보를 이루어낸다. 이 앨범은 세련된 작곡작사, 스튜디오 실험, 또 혁신적인 클래식한 현악편곡에서 사이키델리아에 이르는 광대한 음악 스타일의 레퍼토리를 도입하였다. 관행과 같았던 그룹끼리의 사진을 집어치우고 오브리 비어즐리에 영향받은 커버는 함부르크 시대부터의 친구인 클라우스 부어만의 디자인으로서 흑백 콜라주와 비틀즈의 라인 드로잉 캐리커처로 구성되어 있다. 앨범의 발표 이전 싱글 〈Paperback Writer〉가 뒷면에는 〈Rain〉을 싣고서 선행하여 발표되었다. 두 곡 모두 짧은 홍보영화가 제작되었는데, 문화역사학자 사울 오스터리츠의 말에 따르면 이것은 "최초의 진정한 뮤직 비디오 가운데 하나"로서, 6월 《에드 설리번 쇼》와 《톱 오브 더 팝스》에서 방영되었다.
《Revolver》의 실험적인 곡들 가운데 〈Tomorrow Never Knows〉의 가사는 레논이 티모시 리어리 저의 《환각경험: 티베트 사자의 서에 기반한 설명서》(The Psychedelic Experience: A Manual Based on the Tibetan Book of the Dead)에서 가져다 쓴 것이다. 이 곡의 제작에는 EMI 건물에 배포된 8개 테이프 덱이 관여하고 있는데, 각각 엔지니어나 밴드 멤버가 테이프 루프의 움직임을 무작위로 변화시키는 한편 마틴은 들어오는 데이터를 샘플링하여 합성녹음을 만들어냈다. 매카트니의 〈Eleanor Rigby〉에는 현악 8중주가 동원되었다는 것이 큰 특징이다. 구드는 이 곡을 "어떠한 정립된 스타일이나 장르에도 따르지 않는 진정한 하이브리드."라 했다. 해리슨의 작곡가로서의 등장은 이 앨범의 수록곡 3곡에서 나타나 있다. 이들 곡 중 앨범을 여는 곡인 〈Taxman〉은 비틀즈가 음악을 통해 정치적 메시지를 전한 첫 곡이라는 데 의의가 있다. 2003년 롤링 스톤은 《Revolver》를 세 번째로 가장 위대한 앨범으로 선정하였다.

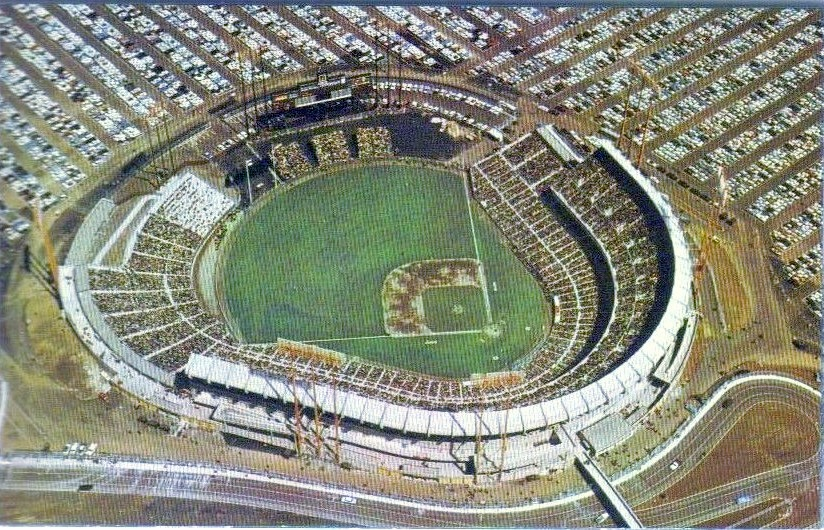
샌프란시스코의 캔들스틱 파크는 비틀즈가 돈을 지불한 관객에게 한 마지막 콘서트가 열린 장소이다.

미국 투어를 위한 준비를 하는 가운데 비틀즈는 자신들의 음악이 제대로 들리지 않음을 인식하고 있었다. 원래 쓴던 복스 AC30 앰플러 대신에 1964년 더 넓은 장소에서 공연하게 되어 복스에서 특수 디자인한 100와트 앰플러를 받았으나, 이것으로도 역부족이었다. 고함을 질러대는 팬들의 음량에 맞서 악전고투하던 비틀즈는 점차로 공연하는 삶의 루틴에 지겨움을 느끼게 되었다. 자신들의 공연이 더는 음악과 관계가 없음을 알게 되자 비틀즈는 8월 투어를 마지막으로 투어를 중단하기로 결정한다.
비틀즈는 새롭게 발표한 노래를 이번 공연에서 단 한 곡도 연주하지 않았다. 크리스 잉엄의 설명에 의하면 그 곡들은 너무나도 "스튜디오적 작품"이었으며 "4인조 로큰롤 그룹에게, 특히나 팬들의 고함치는 둔감하게 만드는 소리의 벽에 이들을 공평하게 할 수 있는 방법은 존재치 않았다. '라이브하는 비틀'과 '스튜디오의 비틀'은 완전히 다른 괴물이 되었다." 한다. 8월 29일 샌프란시스코 캔들스틱 파크에서 열린 콘서트가 비틀즈의 마지막 상업적 콘서트였다. 거의 논스톱에 가까운 4년간의 세월 동안의 1,400회에 달하는 전세계적 투어에 종지부를 찍는 순간이었다.

### 1966–1970: 스튜디오 시대

#### 《Sgt. Pepper's Lonely Hearts Club Band》

"그 어느 앨범보다도 유명하며, 가장 많이 모방되었"을 《Sgt. Pepper's Lonely Hearts Club Band》의 커버

투어에 대한 부담감에서 벗어난 비틀즈는 1966년 11월 《Sgt. Pepper's Lonely Hearts Club Band》의 녹음을 시작하면서부터 급속하게 실험적인 어프로치를 채용한다. 엔지니어 제프 에머릭의 말에 따르면 이 앨범의 제작에는 총 700시간이 소모되었다고 한다. 에머릭은 비틀즈가 "《Sgt. Pepper》의 모든 것은 달라야만 했다"고 고집부렸다면서, "우리는 금관악기의 벨 부분에 마이크를 바로 얹어놓았고, 헤드폰을 마이크로폰으로 삼아 바이올린에 붙였답니다. 우리는 거대한 원시발진기를 이용하여 악기와 보컬의 속도를 달리하였고, 테이프를 조각조각내어 거꾸로 붙이거나 잘못된 방향으로 붙이거나 했어요." 했다. 〈A Day in the Life〉의 녹음에서는 40인조 오케스트라가 동원되었다. 세션에서는 1967년 2월에 발표된 앨범에 속하지 않는 더블 A사이드 싱글 〈Strawberry Fields Forever〉/〈Penny Lane〉을 먼저 제작해내었으며, 《Sgt. Pepper》는 여기에 잇따라 5월에 발표되었다. 비교적 원시적인 4트랙 레코딩 시스템을 사용하여 창조해낸 이 앨범의 복잡함에 당대의 아티스트는 경악을 금치 못했다. 음악 평론가는 거의 만장일치로 이 앨범을 호평해댔다.
《Sgt. Pepper》가 발표되고 나서 언더그라운드 및 주류 언론에서는 비틀즈를 청년문화의 리더로서 포장했으며, "라이프스타일의 혁명가"라고도 이름붙였다. 이 앨범은 전곡의 가사가 팝/록 앨범에 수록된 최초의 앨범인데 이 가사는 뒷 커버에 쓰여 있다. 앨범의 수록곡은 비평적 분석의 대상이 되기도 했다. 비틀즈가 공들인 커버 역시 관심과 연구의 대상이 되었다. 팝 아티스트 피터 블레이크와 잰 하워스가 디자인한 이 콜라주는 비틀즈를 타이틀 트랙과 동명의 가상의 밴드로 분장해놓고 여러 유명인들 앞에 서 있는 모습을 연출해냈다. 비틀즈가 기른 덥수룩한 콧수염은 비틀즈의 커가는 히피 문화에 대한 영향을 반영하고 있다 할 수 있으며, 한편 문화역사학자 조너선 해리스는 설명하기를 이들의 "밝은 컬러로 패러디된 군복"은 의도적인 "반독재 및 반체제적" 표시라 했다.
《Sgt. Pepper》는 23주간 연이어 영국 차트 정상에 올랐으며, 1968년 2월 다시금 4주간 1위를 달성하였다. 발표 3개월만에 250만장이 팔려나갔으며, 《Sgt. Pepper》의 초기판매기록은 비틀즈의 어느 앨범과 견주어도 넘어서지 못하는 기록이다. 이 앨범은 21세기에 접어들어서도 엄청난 인기를 자랑하며 여러 판매기록을 경신하고 있다. 2003년 롤링 스톤은 《Sgt. Pepper》를 역대 최고의 앨범으로 선정했다.

#### 《Magical Mystery Tour》, 《Yellow Submarine》
《Sgt. Pepper》를 만들고 나서 몇 주 되지 않아 비틀즈는 두 개의 영화 프로젝트를 준비하였다. 1시간짜리 텔레비전 영화 《매지컬 미스터리 투어》와 유나이티드 아티스츠 제작의 애니메이션 장편영화 《노란 잠수함》이 그것이었다. 1967년 4월 말부터 비틀즈는 전자의 음악을 녹음하기 시작하였으나, 이 프로젝트는 후자 프로젝트 쪽의 곡 녹음에 집중하게 되면서 멈춰서게 된다. 6월 25일 비틀즈는 최초의 글로벌 텔레비전 링크 《아워 월드》에서 3억 5천만 시청자가 보는 앞에서 곧 나올 싱글 〈All You Need Is Love〉를 공연하였다. 일주일 뒤 서머 오브 러브의 와중에 발표된 이 곡은 플라워 파워의 앤섬으로도 채용되었다. 비틀즈의 사이키델릭 마약 사용은 그해 여름 최고조에 달했다. 7월과 8월 비틀즈는 유토피아에 기반한 이데올로기와 관련된 관심사를 추구하기 시작, 일주일간 그리스 앞바다에 있는 섬을 기반으로 코뮌을 시작할 수 있을지에 대한 가능성을 조사하기도 해보았다.
8월 24일 비틀즈는 런던에서 마하리시 마헤쉬 요기를 소개받는다. 이튿날 비틀즈는 뱅고어로 그의 초월명상법 수행을 받으러 떠났다. 8월 27일 엡스타인의 조수 피터 브라운이 비틀즈에 엡스타인의 사망 소식을 알려주었다. 검시관은 엡스타인의 죽음을 카르비톨의 과다복용으로 보았으나, 한동안 자살이라는 루머가 광범하게 퍼졌다. 엡스타인의 죽음으로 인하여 비틀즈는 방향키를 잃게 되었으며 미래를 우려하기 시작하였다. 레논은 이렇게 회고한다. "우리는 무너졌습니다. 그때 우리가 궁지에 처했음을 바로 알았어요. 제가 음악을 연주하는 외에 아무것도 할 수 있는 게 없음을 저야말로 잘 알고 있었죠. 그래서 무서웠어요. 저는 이렇게 생각했죠. '우리 이제 망했구나(We've fuckin' had it now).' 해리슨의 훗날 아내가 되는 패티 보이드는 당시를 이렇게 회고한다. "폴과 조지는 완전히 충격을 받았어요. 자신들의 아버지가 급서했다는 소식을 들었다 해도 그만큼 충격을 받지는 않았을 거예요." 9월의 비틀즈 모임에서 매카트니는 《매지컬 미스터리 투어》 프로젝트를 속행할 것을 제안한다.
1967년 12월 초 《Magical Mystery Tour》의 사운드트랙이 영국에서 6트랙 더블 EP로 발표되었다. 영국에 있어서는 최초의 더블 EP였다. 이 앨범은 《Sgt. Pepper》의 사이키델릭 특질을 그대로 따랐으나, 비틀즈의 바람에 따라 그 패키징은 《Sgt. Pepper》의 속편이라기보다 영화의 사운드트랙의 성격이 강하도록 하였다. 미국에서 이 사운드트랙은 비틀즈의 최신 싱글에서 다섯 트랙을 추가하여 같은 제목으로 발표되었다. 발표 3주만에 이 앨범은 캐피틀 앨범 사상 최고 초기판매량을 기록하였다. 이 캐피틀 컴필레이션은 캐피틀에서 발표된 비틀즈의 앨범 가운데에서 유일하게 정규앨범으로 편입된 앨범이다.
영화 《매지컬 미스터리 투어》는 복싱 데이에 방영되어 시청자만 1,500여만 명을 끌어모았다. 대체로 매카트니가 감독한 이 영화는 영국에서 비틀즈의 최초의 비평적 실패를 가져다줬다. 이 영화는 《데일리 익스프레스》에서 "노골적 쓰레기"라고 폄하되었으며, 《데일리 메일》에서는 "거대한 자만심"이라고 불렀다. 《가디언》에서는 이 영화를 "관중의 상스러움과 따뜻함과 멍청함에 대한 일종의 판타지 교훈극"이라고 일컬었다. 구드는 이 영화를 "일군의 사람들이 버스를 승차하고, 하차하고, 타는 것을 보여주는 다량의 원본영상"이라고 형용하였다. 시청률은 제법 잘 나왔으나, 언론에서의 박한 대우로 인하여 미국 텔레비전은 이 영화를 방영하는 데 흥미를 잃어버린다.
비틀즈는 영화 《노란 잠수함》에 있어서는 조금의 관여밖에 하지 않았다. 이들이 출연한 부분은 짧은 실사 시그먼트에서 뿐이었다. 1968년 8월 초연된 이 영화는 만화 버전의 비틀즈를 보여주며, 이들 곡의 11곡을 사운드트랙으로 사용하였다. 개중 4곡은 영화에서 처음 피로된 것이었다. 평론가들은 이 영화의 음악, 유머, 혁신적인 비주얼 스타일에 찬사를 보냈다. 7개월 후 발표된 사운드트랙 앨범에서는 예의 4곡을 포함하여 타이틀 트랙(이미 《Revolver》에 수록), 〈All You Need Is Love〉(이미 싱글과 미국 《Magical Mystery Tour》 앨범에 수록), 마틴이 작곡한 7개 기악곡을 담았다.

#### 인도에서의 수행, 애플 코어와 화이트 앨범
1968년 2월 비틀즈는 리시케시에 위치한 마하리시 마헤쉬 요기의 아슈람을 방문하였다. 3개월간의 '가이드 코스' 명상에 참여하기 위함이었다. 비틀즈가 인도에서 보낸 시간은 비틀즈가 가장 다작한 순간으로 특기함직하다. 다수한 곡이 그곳에서 작곡되었으며 대부분은 차기 앨범에 수록되었다. 스타는 음식을 받아들이지 못해 열흘을 넘기지 못하고 영국으로 돌아갔으며 매카트니는 지겨움을 느끼고 한 달 후 돌아가버렸다. 레논과 해리슨은 마헤리시가 자신들을 조종하려 든다는 전기기술자 매직 알렉스의 말을 듣고서 의문을 느끼게 된다. 알렉스에게 마하라시가 여성 참여자에게 성접대를 요구하고 있다는 말을 듣자 이 말에 혹한 레논은 두달만에 갑작스레 코스를 떠나버렸으며, 그 말을 믿지 못하는 해리슨과 비틀즈의 수행단들도 함께 데려갔다. 분노한 레논은 〈Maharishi〉라는 제목의 준열한 곡까지 써 화를 표현하였으나 이후의 잠재적 법적 문제를 피하고자 〈Sexy Sadie〉로 다시 이름하였다. 매카트니는 이후 이렇게 회고한다. "우리가 실수한 것이었죠. 우리는 그에게 우리 생각보다 더 많은 게 있을 거라 바랐어요"
5월 레논과 매카트니는 뉴욕으로 건너가 비틀즈의 새로운 사업 벤처 애플 코어를 피로하였다. 원래는 세금에 효과적인 사업구조를 만들기 위한 계획의 일환으로서 몇 달 전에 세운 것이었지만 비틀즈는 그보다 더 나아가서 음반 배급, 평화운동, 교육에까지 사업을 확장시키고자 했다. 매카트니는 애플을 "서부의 공산주의와 같다"고 형용하였다. 이 기업은 일련의 실패한 프로젝트로 하여 비틀즈의 돈을 몹시 소진시켰으며, 이 프로젝트라는 것도 비틀즈의 수행단이 각각 맡아보았으며 그들의 재능이나 경험은 고려조차 되지 않았다. 애플의 자회사에는 기술혁신에 이바지하기 위해 설립한 매직 알렉스를 수장으로 둔 애플 일렉트로닉스와 런던에 단명한 애플 부티크를 열은 애플 리테일링이 있었다. 해리슨은 후일 이렇게 회고한다. "기본적으로 카오스 그 자체였죠 ... 존과 폴이 아이디어를 내고 돈을 한트럭 쏟아부으면 링고와 저는 그냥 따라가는 수밖에 없었어요."

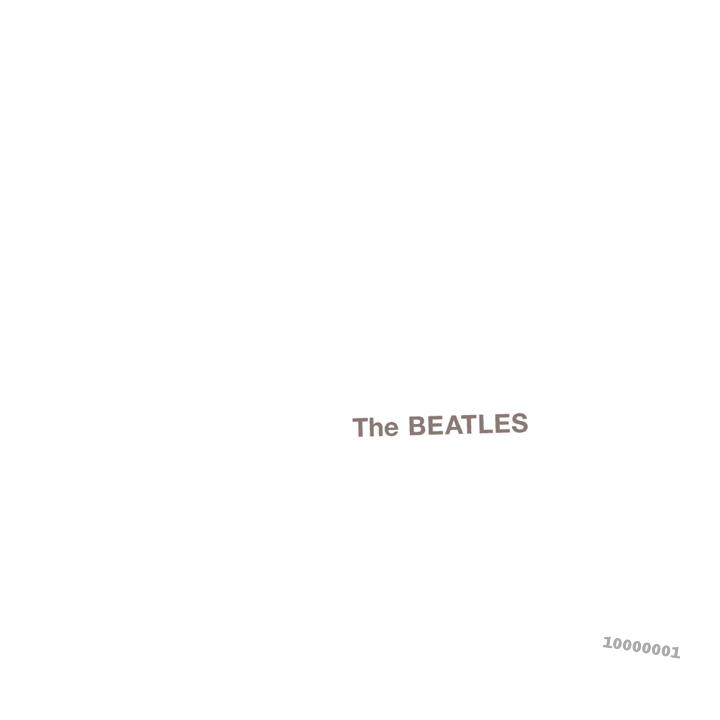
"《Sgt. Pepper》와 대척점에 위치하"게끔 팝 아티스트 리처드 해밀턴이 고안한 밀리멀리즘한 《The Beatles》, 일명 화이트 앨범. 해밀턴은 "깨끗한 점판암"이라고도 앨범을 표현했다.

1968년 5월 말에서 10월 중순까지 비틀즈는 커버에 특색이랄 게 없어 일명 '화이트 앨범'이라 호칭되는 앨범 《The Beatles》의 녹음을 진행하였다. 이 시기에 비틀즈의 분열은 가속화되기 시작하였다. 스타가 2주간 녹음을 관둬버리고 남은 3인조가 〈Back in the U.S.S.R.〉, 〈Dear Prudence〉를 녹음해야 할 터수에 놓였는데 드럼을 매카트니가 잡아야 했다. 레논은 매카트니와 공동작업하는 데 실증을 내고서는 매카트니의 작곡인 〈Ob-La-Di, Ob-La-Da〉를 "똥같은 할머니 음악"이라 깠다. 긴장은 레논이 연인으로서 심취하여 있던 아방가르드 아티스트 오노 요코를 데려오면서 심화되었다. 비틀즈는 스튜디오에 자신들의 여자친구를 데려오지 않겠다는 약속을 해놓고 지켜왔던 터였다. 매카트니는 회고하되 이 앨범이 "만들면서 즐거운 편은 아니었다" 했다. 매카트니와 레논 모두 이 세션을 비틀즈 해산의 시발점으로 규정했다.
이 앨범에서 비틀즈는 다양한 음악 스타일을 시도하였으며 각각의 음악작품을 선택된 한 장르에 일관되게 충실히 유지함으로써 하나의 노래에 여러 음악 스타일을 버무려낸 최근의 전통과 결별하였다. 이 세션에서 비틀즈는 8트랙 테이프 콘솔로 시스템을 업그레이드하였다. 이로써 하나하나 트랙을 쌓는 것이 더 쉬워졌으며, 비틀즈는 서로 독자적으로 녹음을 하기 시작하였다. 때문에 이 앨범은 통일된 비틀즈의 그룹 사운드라기보다 솔로 녹음집에 더 가깝다는 평판을 얻게 되었다. 이 앨범에 대해 레논은 이렇게 말했다. "모든 트랙이 다 따로 놉니다. 비틀즈의 노래라고 할 것은 하나 없어요. 존과 나머지, 폴과 나머지, 조지와 나머지의 노래죠." 이 세션에서 비틀즈의 가장 긴 곡인 〈Hey Jude〉가 제작되었으며 8월 앨범 미수록 싱글로서 〈Revolution〉과 함께 발표되었다.
11월 발표된 화이트 앨범은 비틀즈가 처음으로 애플 레코드를 통해 발표한 앨범이지만 여전히 저작권은 EMI 쪽에 있었다. 선주문만 2백만 장을 받았으며 미국에서 한달만에 4백만 장이 팔렸으며 그 트랙은 미국의 라디오 방송국의 플레이리스트를 점령해버렸다. 가사의 내용은 반문화에 의해 많은 해석을 낳았다. 화이트 앨범의 이같은 인기에도 불구하고 평론가들에게 이 앨범은 혼란스럽기 짝이 없는 것으로서 《Sgt. Pepper》가 달성한 수준의 성과에는 미치지 못한 것으로 평가되었다. 일반적인 평가는 결국 호평으로 반전되어 2003년 《롤링 스톤》에서는 이 앨범을 10번째로 위대한 앨범으로 선정해놓았다.

#### 《Abbey Road》, 《Let It Be》, 해산
비틀즈의 마지막 앨범은 《Let It Be》이지만서도 이것은 사실 대체로 《Abbey Road》 이전에 녹음된 것이었다. 이 프로젝트는 마틴이 밝히되 매카트니에 그 아이디어에 대한 공적이 있는 것으로서, 매카트니는 "새로운 곡으로 앨범을 녹음하고 리허설하고, 그러고서 관중 앞에서 공연해보자. 음반으로도 영화로도 하는 거야."라 했다 한다. 기획되기로는 원래 1시간짜리 텔레비전 방송으로서 원제는 《비틀즈 앳 워크》(Beatles at Work)였다. 1969년 1월부터 시작된 앨범의 스튜디오 작업을 수록하였으며 촬영은 감독 마이클 린드세이호그가 맡아보았다. 마틴은 이 프로젝트에 대해 코멘트하기를 "행복했던 녹음이라고는 결코 말할 수 없다. 당시는 비틀즈의 관계가 최저조에 있던 때였다." 했다. 레논은 이 대체로 즉흥적이던 이 세션을 일컬어서 "지옥과 같았으며 ... 가장 비참했다 ... 이 세상에서"라 했고, 해리슨은 "역사상 가장 힘들었던 순간"이라 했다. 매카트니와 레논에 골이 난 해리슨은 5일간 이들을 떠나버렸고 돌아왔을 때에는 "라이브 공연에 대한 얘기를 전부 집어치우"고 새로운 앨범에 집중하지 않는 이상 비틀즈를 나가겠다고 협박했다. 앨범의 이름은 원래 《Get Back》으로서 TV 스페셜에 사용될 곡을 수록하기로 되었다. 해리슨은 또한 트위크넘 영화 스튜디오에서의 작업을 그만둘 것을 요구하여 새롭게 애플 스튜디오로 옮겨와서 작업을 끝내게 되었다. 또한 장편영화의 제작을 위하여 TV 프로덕션에 사용될 영상들을 회수하기로 결정하였다.

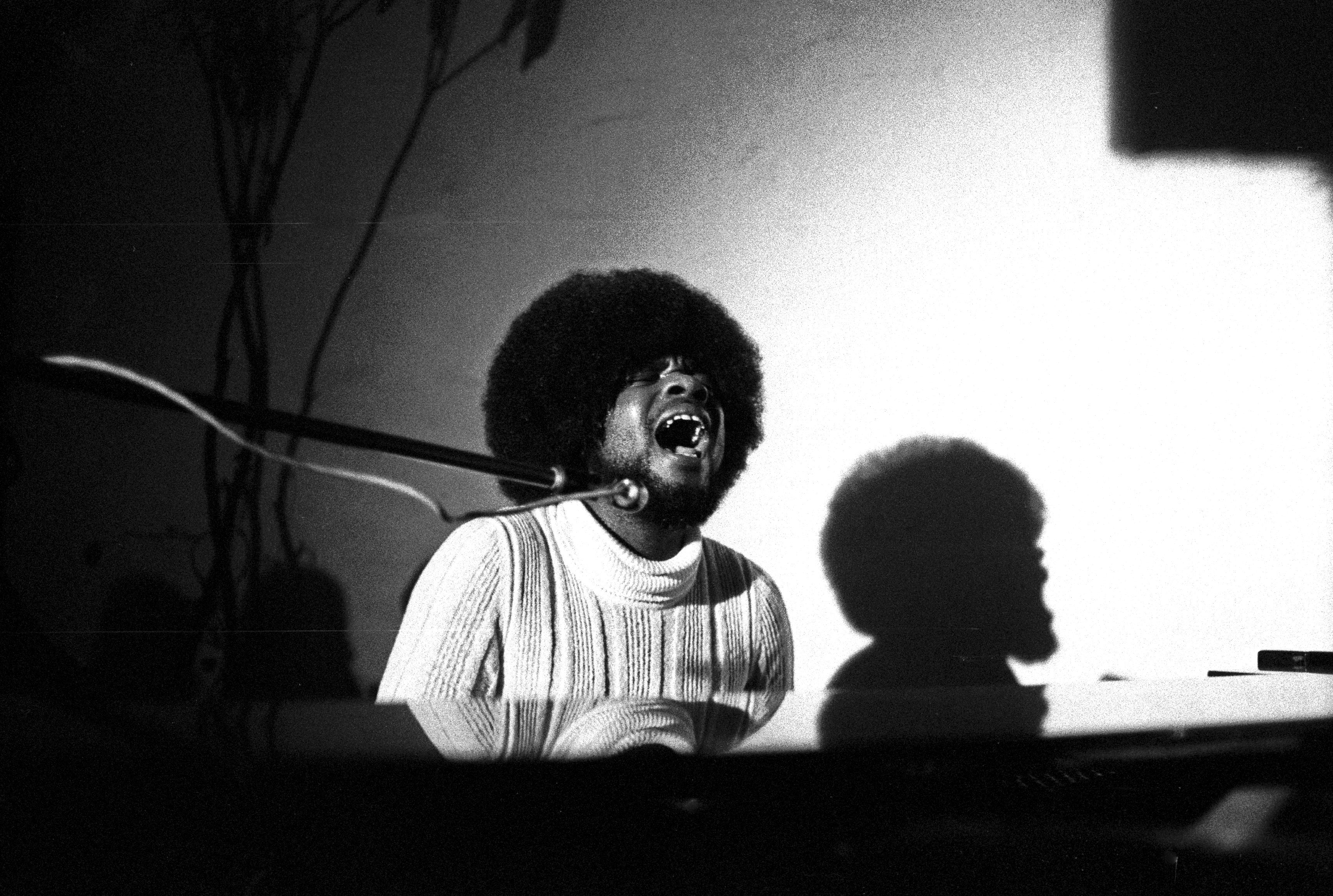
미국의 솔 음악인 빌 프레스턴. 《Get Back》 세션에서 짧은 시간 함께 한 것으로 다섯 번째 비틀로도 간주된다.

밴드 내의 긴장을 완화하고 라이브 사운드의 질을 향상시키고자 해리슨은 세션의 마지막 아흐레 동안 빌리 프레스턴을 키보디스트로 초대하였다. 프레스턴은 〈Get Back〉 싱글에서 크레디트되어 비틀즈의 공식 발매물에서 유일하게 크레디트된 비틀즈 외 인물이 되었다. 리허설 이후 비틀즈는 영화로 촬영될 콘서트를 펼칠 장소를 도무지 물색할 수 없었다. 퇴짜맞은 장소로는 바다 위 보트, 정신병원, 튀니지 사막, 콜로세움이 있었다. 결국 1969년 1월 30일, 런던 새빌 로 3번지에 위치한 애플 코어 사옥 옥상에서 비틀즈의 마지막 실황공연이 열리게 되었다. 5주 후, 루이손이 《Get Back》의 "언크레디트된 프로듀서"로서 형용한 엔지니어 글린 존스가 "무제한한 자유"로 앨범을 마무리짓게 되었다. 비틀즈가 "거의 다 전체 프로젝트에서 손을 놔버렸기 때문"이었다.

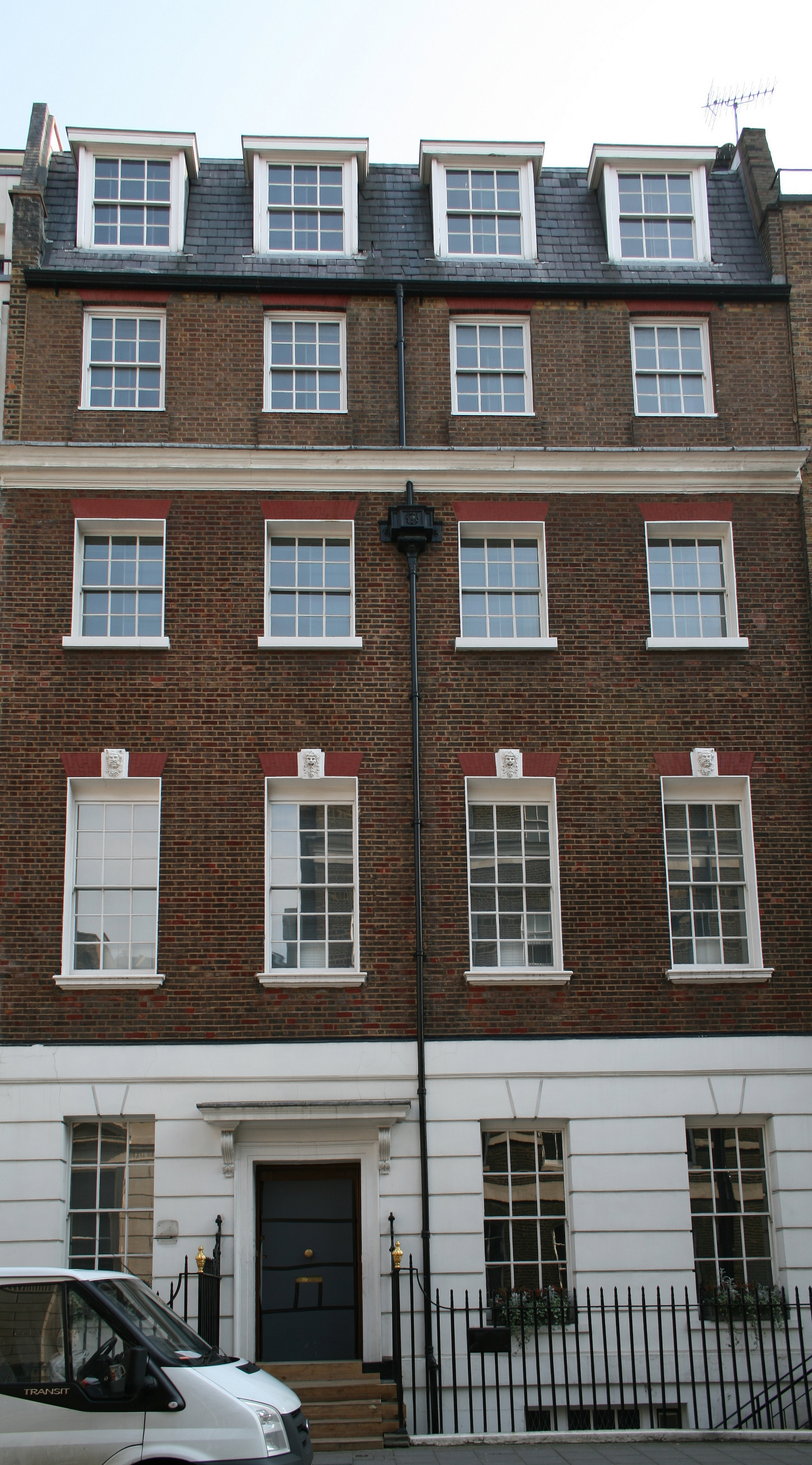
루프톱 콘서트가 있었던 새빌 로 3번지 애플 코어 사옥

비틀즈 멤버 간에는 재정고문을 지정하는 일로 새로운 압력이 발생하기 시작했다. 엡스타인 없이 비즈니스 일을 하려니 그 필요성이 뚜렷해진 것이다. 레논, 해리슨과 스타는 롤링 스톤스와 샘 쿡을 매니지먼트하던 앨런 클라인을 천거하였다. 그러나 매카트니는 3월 12일 결혼한 린다 이스트먼의 아버지와 그 아들되는 리와 존 이스트먼을 고용하고 싶어했다. 합의점이 도통 도출되지 않아 클라인과 이스트먼 부자는 임시적으로 고용되어 클라인은 비틀즈의 비즈니스 매니저를 맡아보고 이스트먼 부자는 그 변호사를 맡아보는 것이 되었다. 그러나 보다 많은 갈등이 뒤따랐으며 재정적 기회도 잃게 되었다. 5월 8일 클라인이 비틀즈의 단독 매니저로 임명되었으며, 이스트먼 부자는 그 이전에 비틀즈의 변호사에서 해고당했다. 매카트니는 클라인과의 매니지먼트 계약을 거절했으나 다른 비틀즈 멤버들은 그리하지 않았다.
마틴은 매카트니가 또다른 앨범을 제작해보자고 건의하자 깜짝 놀랐다. 《Get Back》 세션이 "끔찍한 경험"이었던 데다 자신은 "우리 모두에게 여정의 끝이라고 생각"했기 때문이었다. 7월 2일 《Abbey Road》의 주된 녹음 세션이 열렸다. 레논은 마틴이 제안한 "계속하여 움직이는 음악작품"이라는 형식을 거절하고, 자신과 매카트니의 곡이 앨범의 각각 다른 면에 자리하기를 원했다. 매카트니가 절충안을 내어 단독적으로 작곡된 노래들을 1면에 싣고 2면에는 대체로 메들리로 구성된 곡을 넣기로 하였다. 에머릭은 밸브 믹싱 콘솔을 트렌지스터로 교체하여 덜 효과적인 사운드를 창출하게 되었으며, 이는 비틀즈에게 얇은 톤과 임팩트의 옅음을 가져다줘 실망감을 안겼으나, 이전 앨범과 비교하여 "다정하고 온후한" 느낌을 주는 데 기여하였다고 했다.
7월 4일 비틀즈 멤버의 첫 솔로 싱글이 발표된다. 플라스틱 오노 밴드로 크레디트된 레논의 〈Give Peace a Chance〉가 그것이다. 8월 20일 〈I Want You (She's So Heavy)〉의 완성과 믹싱에서 비틀즈 4인은 마지막으로 스튜디오에서 같이 모였다. 9월 8일 스타가 병원에 입원한 동안 다른 비틀즈 멤버들이 모여 새로운 앨범에 대한 의논을 했다. 비틀즈는 레논-매카트니 형식을 탈피하여 레논, 매카트니, 해리슨이 각각 네 곡씩 쓰고 스타는 두 곡을 하게 하고 크리스마스를 전후하여 리드 싱글을 내기로 한다. 9월 20일 레논이 다른 멤버들에게 비틀즈 탈퇴를 선언하지만 곧 나올 앨범의 판매량을 감소시키지 않으려는 생각에서 공식석상에서 발표하지는 않기로 동의하였다.
9월 26일 발표된 《Abbey Road》는 3달만에 4백만 장을 팔아치웠으며 영국 차트에서 17주간 정상을 차지했다. 싱글로 발표된 앨범의 두 번째 트랙인 발라드 〈Something〉은 비틀즈 싱글 A면에 수록된 해리슨의 유일한 작품이다. 《Abbey Road》는 엇갈린 평가를 받았으나 메들리만큼은 대체적으로 좋은 평가를 받았다. 언터베르거는 "비틀즈의 스완 송에 걸맞다" 했으며 "그 어떤 록 앨범에서도 찾아보기 힘든 훌륭한 하모니"가 수록되어 있다고 했다. 음악학연구가 겸 작가 이언 맥도널드는 메들리로 인하여 이 앨범이 "겉보기에는 통합되어 있고 일관적인" 듯 보이지만 "불규칙하고 때로 궁글어 있다"고 했다. 마틴은 이 앨범을 콕 집어 자기가 가장 좋아하는 앨범이라고 했으며, 레논은 이 앨범을 "만족스럽"지만 "생명이 없다"고 했다.
채 끝마치지 않은 《Get Back》 앨범의 마지막 곡이 되는 해리슨의 〈I Me Mine〉이 1970년 1월 3일 녹음되었다. 레논은 당시 덴마크에 있었기에 참여하지 못했다. 3월 존스가 프로젝트에서 해놓은 작업들을 물리치고, 클라인은 《Let It Be》로 개명된 이 앨범의 세션 테이프를 미국의 프로듀서 필 스펙터에 건냈다. 스펙터는 이전 레논의 싱글 〈Instant Karma!〉를 프로듀싱한 바 있었다. 수록곡들을 리믹싱함과 더불어 스펙터는 "라이브"로 의도된 일부 곡들을 편집하고 잇고 오버더빙하였다. 매카트니는 이러한 스펙터의 작업을 거북해했으며 더군다나 14인 합창단과 36인 기악합주단이 동원된 〈The Long and Winding Road〉의 풍성한 오케스트레이션에는 진저리를 쳤다. 매카트니는 곡을 다시 돌려놓을 것을 요청했으나 거부당했다. 그러자 10월 4일 매카트니는 공식적으로 자신의 비틀즈 탈퇴를 선언하고 일주일 후 자신의 셀프타이틀 솔로 앨범을 발표한다.
1970년 5월 8일 《Let It Be》가 발표되었다. 이와 함께 나온 싱글 〈The Long and Winding Road〉로 비틀즈의 앨범 발표는 종언을 고했다. 다만 이 싱글은 미국에서만 발표되고 영국에서는 나오지 않았다. 그달 말 《렛 잇 비》 다큐멘터리 영화가 발표, 1970년 아카데미상 최우수 원곡상을 수상한다. 《선데이 텔레그래프》의 평론가 페넬로페 길리아트는 "굉장히 나쁜 영화임과 동시에 감동적인 영화 ... 안심스럽고 기하학적으로 완벽한, 한때 나이를 먹지 않을 것 같던 형제 가족의 해산에 대한" 영화라고 했다.  일부 평론가는 영화 내의 공연 장면이 동명의 앨범에 수록된 곡보다 음향에 있어 더 낫다는 평을 내리기도 했다. 《Let It Be》를 "부정적이고 심지어는 적대적 평가조차 야기시키는 유일한 비틀즈 앨범"이라고 이 앨범을 표현한 언터베르거는 이 앨범을 "전반적으로 저평가되어 있다"면서 "직설적인 하드 록인 'I've Got a Feeling'과 'Dig a Pony'에서의 꽤나 좋은 장면"을 발견하기도 하고 〈Let It Be〉, 〈Get Back〉을 호평했으며, 〈Two of Us〉를 "존과 폴이 하모니를 맞춘 민요스러운" 곡이라 했다.
1970년 12월 31일 매카트니는 비틀즈의 계약상 파트너십을 해소하기 위한 소송을 시작하였다. 실질적 해산 이후로도 계속하여 분쟁은 이어졌으며 비틀즈가 공식적으로 해산된 것은 1974년 12월 29일이다. 레논이 플로리다의 월트 디즈니 월드 리조트에서 가족들과 휴가를 보내고 있을 때 파트너십을 해소하는 문서에 서명했을 때였다.

### 1970–현재: 해체 이후
해체 이후 공연이나 신곡을 녹음하는 등의 활동은 없었으나 1980년 존 레논은 뉴욕의 집 근처에서 마크 데이비드 채프먼이라는 정신병자에게 암살 당해 세상을 떠났다. 1995년 시작된 《비틀즈 앤솔로지》 기획에 맞춰 존 레논이 1977년 녹음한 미완성곡 〈Free As A Bird〉의 데모 테이프에 남은 세 멤버가 연주와 코러스를 덧입혀 비틀즈의 신곡으로 발표하였다. 이것이 공식적으로 유일한 재결성이 되었으며, 다음해 레논의 솔로 곡인 〈Real Love〉도 1996년에 같은 형식으로 제작하여 비틀즈 버전으로 발표했다. 하지만 이후 2001년 조지 해리슨이 폐암으로 사망해서 더 이상의 재결성은 불가능해졌다.
2000년에는 영국 및 미국에서 음악 차트 1위를 한 곡을 모은 컴필레이션 앨범 《1》을 발매, 1주일만에 360만장을 판매하여 세계에서 가장 빨리 팔린 앨범으로 기네스북에 기록되었다. 전 세계적으로는 3000만장 이상 팔린 것으로 추산되고 있다.
2003년에는 《Let It Be》 음반을 리믹스하고 보너스 디스크 〈Fly on the Wall〉을 추가한 《Let It Be... Naked》를 발매했다.
2006년에는 《태양의 서커스》 배경곡으로 사용된 악곡을 모은 《LOVE》를 발매했다. 태양의 서커스는 비틀즈 자신이 출연하지 않은 매체의 배경 음악으로 비틀즈의 원곡이 사용된 최초의 사례로 화제를 모으기도 했다. 조지 마틴과 그의 아들 가일스 마틴이 공동 제작했다.

## 음악

### 작곡자
레논과 매카트니가 밴드의 주요 곡들을 작곡했으며, 초창기에는 작곡면에서 큰 활약은 없었던 해리슨은 후기 비틀즈에서 큰 공헌을 했다.
비틀즈의 멤버는 단 한명도 악보를 볼 수 없어서, 새로운 악상이 떠오르면 데모 테이프에 기타로 주 선율이나 리프를 일단 녹음 한 뒤에 그걸 바탕으로 멤버들이 연주해가며 다듬어서 완성, 발전시키는 방식으로 곡을 만들었고 악보에는 전혀 의지하지 않았다. 이렇게 악보를 보거나 쓰지 못하고 데모 테이프 녹음 방식으로 작곡을 하는 방식은 비틀즈 뿐 아니라 당시 6,70년대의 다른 주요 록뮤지션들도 대부분 마찬가지였던 일반적인 경향이었다.

### 영향

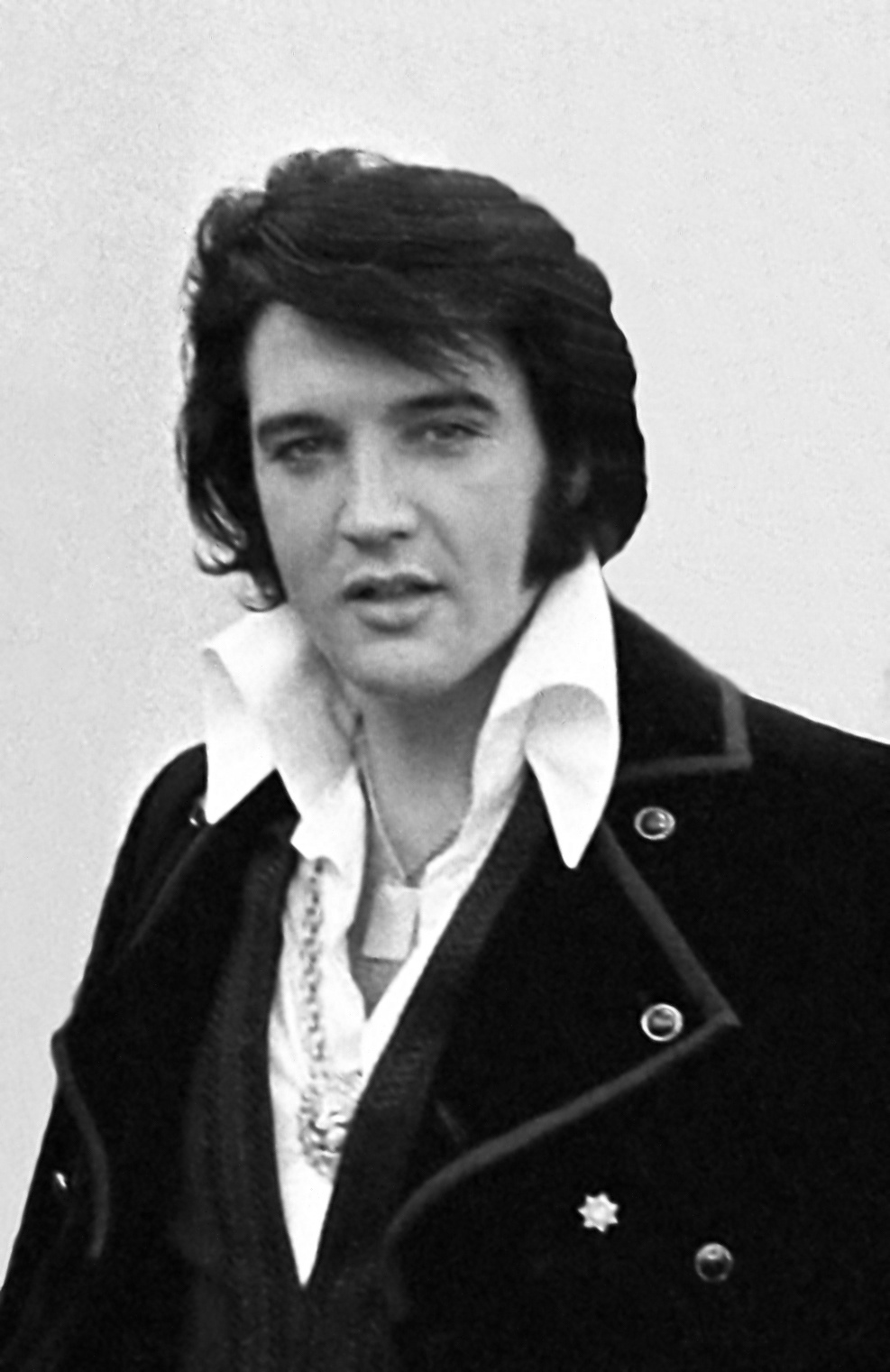
엘비스 프레슬리

비틀즈는 주로 다음 가수(그룹)에게 영향을 받았다.
- 밥 딜런 - 밥 딜런과 비틀즈는 서로 간에 영향을 주고 받은 관계였다. 밥 딜런은 비틀즈에게 영향을 받아서 기존의 포크에 락캔롤을 접목시키려는 시도에 눈을 떴고, 비틀즈는 딜런의 영향을 받아서 가사의 중요성에 눈을 떴다. 〈You've Got to Hide Your Love Away〉(Help!), 〈Norwegian Wood (This Bird Has Flown)〉(Rubber Soul)과 같은 곡에서 그 영향을 찾을 수 있다. 딜런은 뉴욕의 호텔방에서 비틀즈에게 마리화나를 처음 소개시켜 준 사람이기도 하다.
- 엘비스 프레슬리 - 비틀즈는 애비 로드 스튜디오에서 많은 수의 엘비스 커버를 녹음했다. 또한 다큐멘터리 앤솔리지에서 비틀즈의 멤버 4명은 프레슬리를 스승(guru)라 칭한 바 있다.
- 척 베리 - 비틀즈는 〈Roll Over Beethoven〉이나 〈Rock and Roll Music〉과 같은 척 베리의 노래를 그들의 초기 앨범에 수록했었고, 라이브로 공연한 적도 있다. 레논이 처음 베리를 만났을 때, 레논은 "척 베리! 당신은 내 영웅이에요!"라고 소리쳤다는 일화도 있다.
- 비비 킹 - 킹은 비틀즈에 블루스적인 성격에 영향을 주었다. 그의 영향은 〈Get Back〉이나 〈I Me Mine〉에서의 기타 연주에서 발견할 수 있다.
- 버디 홀리 - 초기에 영향을 미쳤다. 비틀즈는 〈Words of Love〉를 녹음한 적 있다. 또한 비틀즈라는 이름이 홀리의 배킹 그룹 크리켓츠(The Crickets)에서 왔다는 것은 이미 널리 알려진 바이다. 스튜어트 섯클리프가 Beetles를 제안했고, 레논은 이를 Beatles로 살짝 변형했다.
- 에벌리 브라더스 - 존 레논과 폴 매카트니는 돈 에벌리와 필 에벌리의 독특한 이중창을 모방했다. 〈Love Me Do〉나 〈Please Please Me〉는 에벌리의 〈Cathy's Clown〉에서 영감을 얻은 것이고, 〈Two of Us〉는 완벽한 에벌리 스타일 노래였다.
- 리틀 리처드 - 초기의 몇몇 곡들은 리처드의 〈Long Tall Sally〉에서와 같은 가성 스크림이 등장한다. 1962년, 리처드는 함부르크에서 비틀즈와 교제한 적 있으며, 〈Long Tall Sally〉는 초기 비틀즈 콘서트에서 꾸준히 등장했던 곡이다.
- 초기 모타운 음악 - 비틀즈는 초기에 배럿 스트롱의 모타운 레코딩인 〈Money (That's Wat I Want)〉나 마블릿츠의 히트곡 〈Please Mr. Postman〉을 카피한 곡을 앨범에 수록한 적이 있다.

## 구성원
| 주 구성원 - 존 레논 – 보컬, 기타, 키보드, 하모니카 (1960–1970) - 폴 매카트니 – 보컬, 베이스 기타, 기타, 키보드, 드럼 (1960–1970) - 조지 해리슨 – 기타, 보컬, 시타르 (1960–1970) - 링고 스타 – 드럼, 타악기, 보컬 (1962–1970) | 초기 구성원 - 피트 베스트 – 드럼, 보컬 (1960–1962) - 스튜어트 섯클리프 – 베이스 기타, 보컬 (1960–1962) - 채스 뉴비 – 베이스 기타 (1960–1961) - 노먼 채프먼 – 드럼 (1960) - 토미 무어 – 드럼 (1960) 투어에서 함께한 음악가 - 지미 니콜 – 드럼 (1964) |

연대표

## 음반 목록

### 영국에서 발매한 LP
- 《Please Please Me》 (1963)
- 《With the Beatles》 (1963)
- 《A Hard Day's Night》 (1964)
- 《Beatles for Sale》 (1964)
- 《Help!》 (1965)
- 《Rubber Soul》 (1965)
- 《Revolver》 (1966)
- 《Sgt. Pepper's Lonely Hearts Club Band》 (1967)
- 《The Beatles》(1968)
- 《Yellow Submarine》 (1969)
- 《Abbey Road》 (1969)
- 《Let It Be》 (1970)

## 같이 보기
- 대중음악의 별명 목록
- 가장 많은 음반을 판 음악가 목록

### 내용주
1. ↑  레논은 엡스타인에 대해 "저희는 무대 안팎을 막론하고 옷을 마음대로 입었습니다. 엡스타인은 저희에게 청바지가 딱히 스마트해 보이지 않으며, 제대로 된 바지를 입을 수 없냐고 말했지만, 엡스타인은 또 우리가 너무 몰개성하게 보이게 하지는 않았어요. 엡스타인은 우리 나름대로의 개성성을 가지게 해줬습니다."라고 하였다.[55]
2. ↑  폴 매카트니가 비틀즈 해산 이후 세운 윙스의 〈Mull of Kintyre〉에 그 자리를 넘겨주고 말았다.[76]
3. ↑  비제이의 회장 이워트 애브너가 도박빚을 회사 자금으로 떼우려다 들통나 사임한 것이다.[97]
4. ↑  1964년 4월 같은 주에 비틀즈의 세 번째 앨범이 이미 유통중인 두 개의 먼젓번 앨범에 동참하였다. 빌보드 앨범 차트에서 세 장 중 두 장이 1위에 오르고 세 번째가 2위에 오른 것이다.[118]
5. ↑  해리슨의 낭랑한 12현 기타는 로저 맥귄에게도 영향을 미쳐서 그는 자신만의 리켄배커를 구하여 이후 더 버즈의 트레이드 마크가 되는 사운드를 만들어낸다.[124]
6. ↑  스타가 편도선 절제술로 잠시 병원 신세를 지게 되어 지미 니콜이 첫 5일은 드럼을 대신 잡았다.[126]
7. ↑  영국과 미국에서 그 트랙 리스트가 동일한 1967년 앨범 《Sgt. Pepper's Lonely Hearts Club Band》까지 이러한 관행은 계속되었다.[178]
8. ↑  엡스타인은 상처받기 쉬운 마음의 소유자로서 많은 개인적 문제로 앓아왔었다. 엡스타인은 10월이면 해소되는 매니지먼트 계약을 비틀즈가 계속해주지 않을지 모른다는 걱정을 달고 살았는지 모른다. 비틀즈가 사업문제에 있어서의 관리에, 특히나 미국에서 캐릭터 사업을 전개하는 셀탭에 대하여 불만이 있었다고 생각했기 때문이다.[232]

### 참조주
1. ↑  외래어 표기법으로는 '비틀스'가 맞다. 하지만 '비틀즈'로 불린다.
2. ↑  “The Beatles top Elvis, Bob Dylan in new poll of most influential music artists”. 《Cambridge Audio Press》 (영어). 2025년 1월 13일. 2025년 7월 4일에 확인함.
3. ↑  Hasted 2017, 425쪽.
4. ↑  “6 Ways The Beatles Changed The World of Music Forever”. 《SoundOfLife》 (영어). 2023년 5월 10일에 확인함.
5. ↑  “A definitive list of the musicians who influenced our lives most”. 《Quartz》 (영어). 2017년 10월 7일. 2023년 5월 10일에 확인함.
6. ↑  Sullivan, Margaret (2023년 12월 6일). “The Beatles transcend time, geography, demographics and personal taste”. 《The Guardian》 (영국 영어). ISSN 0261-3077. 2025년 6월 21일에 확인함.
7. ↑  Tessler, Holly; Long, Paul (2022년 9월). “Introduction - The Journal of Beatles Studies”. 《Liverpool University Press》 (영어) 2022 (Autumn): 3–9. doi:10.3828/jbs.2022.2. ISSN 2754-7019.
8. ↑  “The Beatles remain a pop culture phenomenon even among Gen Z fans. Here's why”. 《CNBC》 (영어). 2019년 10월 26일. 2023년 5월 17일에 확인함.
9. ↑  Frontani 2007, 125쪽.
10. ↑  Campbell, Kenneth L. (2022). 《THE BEATLES AND THE 1960s》. Bloomsbury Academic. ISBN 978-1-350-10743-4.
11. ↑  Wagner, Naphtali (2018년 3월 29일). 《The beatles’ psycheclassical synthesis: Psychedelic classicism and classical psychedelia in Sgt. Pepper》. Routledge. 75–90쪽. ISBN 978-1-315-60853-2.
12. ↑  Brown, Peter (2014년 2월 5일). “An Insider's Account of The Beatles' American Invasion”. 《Newsweek》 (영어). 2023년 5월 23일에 확인함.
13. ↑  Gibson, Megan (2012년 4월 2일). “The Beatles - All-TIME 100 Fashion Icons - TIME”. 《Time》 (미국 영어). ISSN 0040-781X. 2023년 5월 10일에 확인함.
14. ↑  Armstrong, Lisa (2022년 1월 5일). “This year’s biggest style icons? The Beatles”. 《The Telegraph》 (영국 영어). ISSN 0307-1235. 2023년 5월 10일에 확인함.
15. ↑  “How literature shaped the music of The Beatles”. 《Far Out》 (미국 영어). 2022년 10월 17일. 2023년 5월 21일에 확인함.
16. ↑  “Art Of The Beatles”. 2023년 5월 10일에 확인함.
17. ↑  “When The Beatles changed everything”. 《CBS》 (미국 영어). 2023년 5월 5일에 확인함.
18. ↑  Hepworth, David (2020년 7월 22일). “How the Beatles changed the world in seven years”. 《New Statesman》 (미국 영어). 2023년 5월 19일에 확인함.
19. 1 2  Frontani 2007, 157쪽.
20. ↑  “TIME Magazine - Time 100: The Most Important People of the Century”. 《TIME》 (미국 영어). 2023년 5월 21일에 확인함.
21. ↑  “Greatest of All Time Artists”. 《Billboard》 (미국 영어). 2019년 11월 14일. 2023년 5월 10일에 확인함.
22. ↑  Spitz 2005, 47–52쪽.
23. ↑  Spitz 2005, 93–99쪽.
24. ↑  Miles 1997, 47쪽; Spitz 2005, 127쪽.
25. ↑  Miles 1997, 47쪽.
26. ↑  Lewisohn 1992, 13쪽.
27. ↑  Harry 2000a, 103쪽.
28. ↑  Lewisohn 1992, 17쪽.
29. ↑  Harry 2000b, 742–743쪽.
30. ↑  Lewisohn 1992, 18쪽.
31. 1 2 3  Gilliland 1969, show 27, track 4.
32. ↑  Lewisohn 1992, 18–22쪽.
33. ↑  Lewisohn 1992, 21–25쪽.
34. ↑  Lewisohn 1992, 22쪽.
35. ↑  Lewisohn 1992, 23쪽.
36. ↑  Lewisohn 1992, 24, 33쪽.
37. ↑  Gould 2007, 88쪽.
38. ↑  Lewisohn 1992, 24쪽.
39. ↑  Lewisohn 1992, 24–25쪽.
40. ↑  Lewisohn 1992, 25쪽.
41. ↑  Spitz 2005, 222–224쪽.
42. ↑  Miles 1997, 66–67쪽.
43. ↑  Lewisohn 1992, 32쪽.
44. ↑  Miles 1997, 76쪽.
45. ↑  Gould 2007, 89, 94쪽.
46. ↑  Spitz 2005, 249–251쪽.
47. ↑  Lewisohn 2013, 450쪽. sfn 오류: 여러 대상 (2×): CITEREFLewisohn2013 (도움말)
48. ↑  Everett 2001, 100쪽.
49. ↑  Lewisohn 1992, 33쪽.
50. ↑  Lewisohn 1992, 34–35쪽.
51. ↑  Miles 1997, 84–88쪽.
52. ↑  Winn 2008, 10쪽.
53. 1 2  Lewisohn 1992, 56쪽.
54. ↑  Lewisohn 2013, 612, 629쪽. sfn 오류: 여러 대상 (2×): CITEREFLewisohn2013 (도움말)
55. 1 2 3  The Beatles 2000, 67쪽.
56. 1 2 3 4  Lewisohn 1992, 59쪽.
57. ↑  Spitz 2005, 318, 322쪽.
58. ↑  Miles 1998, 49–50쪽.
59. ↑  Lewisohn 1992, 59–60쪽.
60. ↑  Lewisohn 1992, 81, 355쪽.
61. ↑  The Beatles 2000, 90쪽.
62. ↑  Lewisohn 1992, 62, 84쪽.
63. ↑  Harry 2000a, 875쪽.
64. ↑  Lewisohn 1992, 62, 86쪽.
65. ↑  Gould 2007, 191쪽.
66. ↑  Harry 2000a, 494쪽.
67. ↑  Gould 2007, 128, 133–134쪽.
68. ↑  Womack 2007, 76쪽.
69. ↑  Gould 2007, 147쪽.
70. ↑  Lewisohn 1992, 88, 351쪽.
71. ↑  Erlewine, Stephen Thomas. “Please Please Me – The Beatles”. AllMusic. 2012년 5월 30일에 원본 문서에서 보존된 문서. 2011년 12월 21일에 확인함.
72. ↑  Sheff 1981, 129쪽.
73. ↑  Lewisohn 1992, 90, 351쪽.
74. ↑  Lewisohn 1992, 89, 350–351쪽.
75. ↑  Gould 2007, 159쪽.
76. 1 2  Harry 2000a, 990쪽.
77. ↑  Gould 2007, 166–169쪽.
78. ↑  Lewisohn 1992, 90, 98–105, 109–112쪽.
79. ↑  Spitz 2005, 444–445쪽.
80. ↑  Lewisohn 1992, 88쪽.
81. ↑  Lewisohn 1992, 90쪽.
82. ↑  Miles 1998, 86쪽.
83. ↑  Harry 2000a, 1088쪽.
84. ↑  Lewisohn 1992, 92–93쪽.
85. ↑  Lewisohn 1992, 127–133쪽.
86. ↑  Davies 1968, 184–185쪽.
87. ↑  Lewisohn 1992, 90, 92, 100쪽.
88. ↑  Lewisohn 1992, 93쪽.
89. 1 2  Gould 2007, 187쪽.
90. ↑  Harry 2000a, 1161쪽.
91. ↑  Erlewine, Stephen Thomas. “With the Beatles – The Beatles”. AllMusic. 2012년 5월 30일에 원본 문서에서 보존된 문서. 2011년 12월 21일에 확인함.
92. ↑  Gould 2007, 187–188쪽.
93. ↑  Harry 2000a, 1162쪽.
94. ↑  Harry 2000b, 978쪽.
95. ↑  Harry 2000a, 402쪽.
96. 1 2 3  Lewisohn 1992, 350쪽.
97. ↑  Spizer 2004, 36쪽.
98. ↑  Spizer 2004, 40쪽.
99. ↑  Harry 2000a, 225–226, 228, 1118–1122쪽.
100. ↑  Vries, Lloyd (2004년 1월 16일). “Beatles' 'Helping Hand' Shuns Fame”. CBS News. 2017년 8월 6일에 원본 문서에서 보존된 문서. 2017년 6월 28일에 확인함.
101. ↑  Everett 2001, 206쪽.
102. ↑  Lewisohn 1992, 136, 350쪽.
103. ↑  Spizer 2004, 96쪽.
104. ↑  Davies 1968, 218쪽.
105. ↑  Spitz 2005, 457쪽.
106. ↑  Spitz 2005, 459쪽.
107. 1 2  Lewisohn 1992, 137쪽.
108. ↑  Gould 2007, 3쪽.
109. ↑  Spitz 2005, 473–474쪽.
110. ↑  Harry 2000a, 1134–1135쪽.
111. ↑  Lewisohn 1992, 137, 146–147쪽.
112. ↑  Gilmore, Mikal (1990년 8월 23일). “Bob Dylan, the Beatles, and the Rock of the Sixties”. 《Rolling Stone》. 2018년 2월 19일에 원본 문서에서 보존된 문서. 2018년 2월 19일에 확인함.
113. ↑  Hamilton, Jack (2013년 11월 18일). “Did JFK's Death Make Beatlemania Possible?”. 《Slate》. 2014년 9월 25일에 원본 문서에서 보존된 문서. 2014년 9월 23일에 확인함.
114. ↑  Gould 2007, 345쪽.
115. ↑  Gould 2007, 9, 250, 285쪽.
116. ↑  Puterbaugh, Parke (1988년 7월 14일). “The British Invasion: From the Beatles to the Stones, The Sixties Belonged to Britain”. 《Rolling Stone》. 2017년 5월 30일에 원본 문서에서 보존된 문서. 2018년 2월 19일에 확인함.
117. ↑  Lewisohn 1992, 138쪽.
118. 1 2  Lewisohn 1992, 351쪽.
119. ↑  Harry 2000a, 483–484쪽.
120. ↑  Gould 2007, 230–232쪽.
121. ↑  Harry 2000a, 489–490쪽.
122. ↑  Lewisohn 1988, 47쪽.
123. ↑  Erlewine, Stephen Thomas. “A Hard Day's Night – The Beatles”. AllMusic. 2012년 5월 30일에 원본 문서에서 보존된 문서. 2011년 12월 21일에 확인함.
124. 1 2  Gould 2007, 286–287쪽.
125. ↑  Lewisohn 1992, 161–165쪽.
126. ↑  Lewisohn 1992, 160–161, 163쪽.
127. 1 2  Gould 2007, 249쪽.
128. ↑  Gould 2007, 252쪽.
129. ↑  Miles 1997, 185쪽.
130. ↑  Gould 2007, 252–253쪽.
131. 1 2  Gould 2007, 253쪽.
132. 1 2 3 4  “The Beatles Banned Segregated Audiences, Contract Shows”. BBC. 2011년 9월 18일. 2018년 2월 14일에 원본 문서에서 보존된 문서. 2018년 2월 17일에 확인함.
133. 1 2 3 4  Mirken, Bruce (2013년 9월 11일). “1964, Civil Rights – and the Beatles?”. 《Greenling Institute》. 2018년 2월 20일에 원본 문서에서 보존된 문서. 2018년 2월 17일에 확인함.
134. ↑  Lewisohn 1992, 171쪽.
135. ↑  “Beatles Refused to Play for Segregated Audiences, Contract Reveal”. 《Huffington Post》. 2011년 11월 16일. 2017년 5월 16일에 원본 문서에서 보존된 문서. 2018년 2월 17일에 확인함.
136. 1 2 3  Gould 2007, 255–256쪽.
137. ↑  Lewisohn 1992, 167–176쪽.
138. ↑  Gould 2007, 256쪽.
139. ↑  Herbert, Ian (2006년 9월 9일). “Revealed: Dentist who introduced Beatles to LSD”. 《The Independent》. 2018년 5월 13일에 원본 문서에서 보존된 문서. 2018년 5월 13일에 확인함.
140. ↑  Gould 2007, 316쪽.
141. ↑  《Glazer》. 1977. 41쪽.
142. ↑  “George Talks About LSD”. 《Strawberry Fields》. 2008년 9월 25일. 2019년 4월 12일에 원본 문서에서 보존된 문서. 2019년 4월 12일에 확인함.
143. ↑  Gould 2007, 317쪽.
144. ↑  Brown & Gaines 2002, 228쪽.
145. ↑  Spitz 2005, 556쪽.
146. ↑  Spitz 2005, 557쪽.
147. ↑  Gould 2007, 275쪽.
148. ↑  Gould 2007, 274쪽.
149. ↑  Gould 2007, 276–277쪽.
150. ↑  Lewisohn 1988, 62쪽.
151. ↑  Gould 2007, 276–280쪽.
152. ↑  Gould 2007, 290–292쪽; Lewisohn 1988, 59, 62쪽.
153. ↑  Lewisohn 1988, 59쪽.
154. ↑  “Most Recorded Song”. 《Guinness World Records》. 2006년 9월 10일에 원본 문서에서 보존된 문서. 2009년 10월 29일에 확인함.
155. ↑  Schonfeld, Zach (2016년 2월 15일). “The Most Ridiculous 'Album of the Year' Winners in Grammy History”. 《Newsweek》. 2018년 11월 8일에 원본 문서에서 보존된 문서. 2019년 1월 24일에 확인함.
156. ↑  Lewisohn 1992, 181쪽.
157. ↑  Emerson, Bo (2009년 8월 11일). “Beatles Atlanta show made history in more ways than one”. 《The Atlanta Journal-Constitution》. 2013년 5월 14일에 원본 문서에서 보존된 문서. 2012년 10월 27일에 확인함.
158. ↑  Harry 2000a, 882–883쪽.
159. ↑  Gould 2007, 283–284쪽.
160. ↑  McNeil 1996, 82쪽.
161. ↑  “Animators”. 《beatlescartoon.com》. 2016년 3월 29일에 원본 문서에서 보존된 문서. 2016년 4월 12일에 확인함.
162. ↑  Lewisohn 1992, 202쪽.
163. ↑  Hertsgaard 1995, 149–150쪽.
164. ↑  Unterberger, Richie. “Rubber Soul – The Beatles”. AllMusic. 2019년 10월 13일에 원본 문서에서 보존된 문서. 2011년 12월 21일에 확인함.
165. ↑  Brown & Gaines 2002, 181–182쪽.
166. 1 2 3  The Beatles 2000, 194쪽.
167. ↑  Gould 2007, 297–298, 423쪽.
168. ↑  Spitz 2005, 584–592쪽.
169. ↑  Miles 1997, 268, 276, 278–279쪽.
170. ↑  Spitz 2005, 587쪽.
171. ↑  Spitz 2005, 591쪽.
172. ↑  The Beatles 2000, 197쪽.
173. ↑  Harry 2000b, 780쪽.
174. 1 2 3 4  “The 500 Greatest Albums of All Time”. 《Rolling Stone》. 2003년 11월 18일. 2008년 6월 23일에 원본 문서에서 보존된 문서. 2009년 9월 13일에 확인함.
175. ↑  Unterberger, Richie. “The Beatles – Biography & History”. AllMusic. 2012년 5월 29일에 원본 문서에서 보존된 문서. 2011년 12월 21일에 확인함.
176. ↑  Unterberger 2009a.
177. ↑  Gould 2007, 295–296쪽.
178. ↑  Southall & Perry 2006, 59쪽.
179. ↑  Harry 2000a, 1187쪽.
180. ↑  Gaffney, Dennis (2004년 1월 5일). “The Beatles' "Butcher" Cover”. 《Antiques Roadshow Online》. Public Broadcasting Service. 2017년 4월 28일에 원본 문서에서 보존된 문서. 2017년 9월 15일에 확인함.
181. ↑  Lavezzoli 2006, 176쪽.
182. ↑  Spitz 2005, 619쪽.
183. ↑  Spitz 2005, 620쪽.
184. ↑  Spitz 2005, 623쪽.
185. ↑  Lavezzoli 2006, 177쪽.
186. ↑  Gould 2007, 309쪽.
187. 1 2  Lewisohn 1992, 212–213쪽.
188. ↑  Gould 2007, 307–309쪽.
189. ↑  Norman 2008, 449쪽.
190. 1 2  Gould 2007, 346쪽.
191. 1 2 3  Gould 2007, 348쪽.
192. 1 2  Lewisohn 1992, 350–351쪽.
193. ↑  Austerlitz 2007, 18쪽.
194. ↑  Lewisohn 1992, 221–222쪽.
195. ↑  Gould 2007, 364–366쪽.
196. ↑  Gould 2007, 350, 402쪽.
197. ↑  Schaffner 1978, 63쪽.
198. ↑  Turner 2016, 162쪽.
199. ↑  Harry 2000a, 1093쪽.
200. ↑  Lewisohn 1992, 210, 230쪽.
201. ↑  Lewisohn 1992, 361–365쪽.
202. ↑  Ingham 2006, 44쪽.
203. ↑  Miles 1997, 293–295쪽.
204. ↑  Gould 2007, 5–6, 249, 281, 347쪽.
205. 1 2  Harry 2000a, 970쪽.
206. ↑  Lewisohn 1992, 232쪽.
207. ↑  Emerick & Massey 2006, 190쪽.
208. 1 2  Gould 2007, 387–388쪽.
209. ↑  MacDonald 2005, 221쪽.
210. ↑  Everett 1999, 123쪽.
211. ↑  Gould 2007, 420–425쪽.
212. ↑  Lewisohn 1992, 236쪽.
213. ↑  Inglis 2008, 96쪽.
214. ↑  Gould 2007, 423–425쪽.
215. ↑  Gould 2007, 394–395쪽.
216. ↑  MacDonald 2005, 312쪽.
217. ↑  The Beatles 2000, 248쪽.
218. ↑  The Beatles 2000, 236쪽.
219. ↑  Harris 2005, 12–13쪽.
220. ↑  “Sgt. Pepper's Lonely Hearts Club Band, The Beatles" > "Chart Facts”. Official Charts Company. 2018년 8월 20일에 원본 문서에서 보존된 문서. 2018년 11월 11일에 확인함.
221. ↑  Frontani 2007, 147쪽.
222. ↑  Spitz 2005, 697쪽.
223. ↑  Ghoshal, Somak (2017년 6월 21일). “On World Music Day, A Salute To These Guys Who Made History 50 Years Ago”. 《HuffPost》. 2018년 9월 27일에 원본 문서에서 보존된 문서. 2018년 10월 3일에 확인함.
224. ↑  Lewisohn 1988, 41, 110–111, 122쪽.
225. 1 2  Miles 2001, 276–77쪽.
226. ↑  Lewisohn 1992, 237, 259–260쪽.
227. ↑  Gould 2007, 428–429쪽.
228. ↑  Everett 1999, 129쪽.
229. ↑  Womack 2007, 197쪽.
230. ↑  Spitz 2005, 709, 713–719쪽.
231. ↑  Brown & Gaines 2002, 249쪽.
232. ↑  Brown & Gaines 2002, 227–228쪽.
233. ↑  The Beatles 2000, 268쪽.
234. ↑  Norman 2008, 508쪽.
235. ↑  Boyd 2008, 106–107쪽.
236. 1 2  Gould 2007, 452쪽.
237. ↑  Neaverson 1997, 53쪽.
238. ↑  Larkin 2006, 488쪽.
239. ↑  Unterberger, Richie. “Magical Mystery Tour – The Beatles”. AllMusic. 2012년 5월 30일에 원본 문서에서 보존된 문서. 2011년 12월 21일에 확인함.
240. ↑  Harry 2000a, 699쪽.
241. ↑  Schaffner 1978, 90쪽.
242. ↑  Miles 1997, 368–69쪽.
243. 1 2  Gould 2007, 455–456쪽.
244. ↑  Harry 2000a, 703쪽.
245. ↑  Lewisohn 1992, 276쪽.
246. ↑  Gould 2007, 485쪽.
247. ↑  Gould 2007, 487–88, 505–506쪽.
248. ↑  Lewisohn 1992, 304, 350쪽.
249. ↑  Harry 2000a, 108–109쪽.
250. 1 2  Gould 2007, 463–468쪽.
251. 1 2  Harry 2000a, 705–706쪽.
252. ↑  Lewisohn 1992, 282쪽.
253. ↑  Doggett 2011, 20, 26쪽.
254. 1 2  Doggett 2011, 26쪽.
255. ↑  MacDonald 2005, 280–281쪽.
256. ↑  Doggett 2011, 22쪽.
257. ↑  Doggett 2011, 20, 22, 25, 35쪽.
258. ↑  Gould 2007, 510–511쪽.
259. ↑  Gould 2007, 510쪽.
260. ↑  MacDonald 2005, 310쪽.
261. ↑  Winn 2009, 205–207쪽.
262. ↑  Gould 2007, 513, 516쪽.
263. ↑  Emerick & Massey 2006, 246쪽.
264. ↑  Harry 2000b, 103쪽.
265. ↑  The Beatles 2000, 310쪽.
266. ↑  The Beatles 2000, 237쪽.
267. ↑  Harry 2000b, 102쪽.
268. ↑  Miles 2001, 315쪽.
269. ↑  Faust, Edwin (2003년 9월 1일). “On Second Thought: The Beatles – The Beatles”. 《Stylus Magazine》. 2008년 12월 23일에 원본 문서에서 보존된 문서. 2016년 12월 18일에 확인함.
270. ↑  Lewisohn 1988, 137, 146, 150, 152쪽.
271. ↑  Gould 2007, 509쪽.
272. ↑  Lewisohn 1988, 152쪽.
273. ↑  Lewisohn 1992, 278쪽.
274. 1 2  Gould 2007, 528쪽.
275. ↑  MacDonald 2005, 311–313쪽.
276. 1 2 3 4  Harry 2000b, 539쪽.
277. ↑  Lewisohn 1992, 306–307쪽.
278. ↑  Lewisohn 1992, 310쪽.
279. ↑  Lewisohn 1992, 307쪽.
280. ↑  Lewisohn 1992, 306–307, 309쪽.
281. ↑  Lewisohn 1992, 309–314쪽.
282. ↑  Harry 2000a, 451, 660쪽.
283. ↑  Lewisohn 1992, 307–308, 312쪽.
284. ↑  Lewisohn 1992, 309, 316–323쪽.
285. 1 2  Harry 2000a, 612쪽.
286. ↑  Doggett 2011, 70, 132쪽.
287. ↑  Miles 2001, 336쪽.
288. ↑  Doggett 2011, 71–72쪽.
289. ↑  Goodman 2015, 164–166쪽.
290. ↑  Lewisohn 1992, 322쪽.
291. ↑  Goodman 2015, 174–175쪽.
292. ↑  Gould 2007, 560쪽.
293. ↑  Lewisohn 1992, 324쪽.
294. 1 2  Gould 2007, 563쪽.
295. 1 2  Emerick & Massey 2006, 277–278쪽.
296. ↑  Lewisohn 1988, 191쪽.
297. ↑  Williams, Richard (2019년 9월 11일). “This tape rewrites everything we knew about the Beatles”. 《The Guardian》. 2019년 9월 11일에 원본 문서에서 보존된 문서. 2019년 9월 12일에 확인함.
298. ↑  Norman 2008, 622–624쪽.
299. 1 2  Gould 2007, 593쪽.
300. ↑  Miles 1997, 553쪽.
301. ↑  Unterberger, Richie. “Abbey Road – The Beatles”. AllMusic. 2012년 5월 29일에 원본 문서에서 보존된 문서. 2011년 12월 21일에 확인함.
302. ↑  MacDonald 2005, 367쪽.
303. ↑  Lewisohn 1992, 342쪽.
304. ↑  Lewisohn 1992, 342–343쪽.
305. 1 2  Lewisohn 1992, 349쪽.
306. ↑  Harry 2000a, 682쪽.
307. ↑  Spitz 2005, 853쪽.
308. ↑  Southall & Perry 2006, 96쪽.
309. ↑  Gould 2007, 600쪽.
310. ↑  Gould 2007, 601쪽.
311. ↑  Unterberger, Richie. “Let It Be – The Beatles”. AllMusic. 2013년 8월 6일에 원본 문서에서 보존된 문서. 2011년 12월 21일에 확인함.
312. ↑  Harry 2002, 139쪽.
313. ↑  Harry 2002, 150쪽.
314. ↑  Pang 2008, 118쪽.

## 참고 문헌
- Aswad, Jem (2010년 11월 16일). “Beatles End Digital Boycott, Catalog Now on iTunes”. 《Rolling Stone》 (New York). 2017년 9월 18일에 원본 문서에서 보존된 문서. 2010년 11월 17일에 확인함.
- Austerlitz, Saul (2007). 《Money for Nothing: A History of the Music Video, from The Beatles to The White Stripes》. Ann Arbor: University of Michigan Press. ISBN 0-7119-7520-5.
- Badman, Keith (1999). 《The Beatles After the Breakup 1970–2000: A Day-by-Day Diary》 2001판. London: Omnibus. ISBN 978-0-7119-8307-6. 2014년 3월 31일에 확인함.
- “George Harrison Dies”. BBC News. 2001년 11월 30일. 2009년 9월 27일에 확인함.
- “60s Season – Documentaries”. BBC Radio 2. 2009년 7월 25일에 확인함.
- The Beatles (2000). 《The Beatles Anthology》. San Francisco: Chronicle Books. ISBN 978-0-8118-2684-6. 2014년 3월 31일에 확인함.
- Benson, Bruce Ellis (2003). 《The Improvisation of Musical Dialogue: A Phenomenology of Music》. Cambridge and New York: Cambridge University Press. ISBN 978-0-521-00932-4. 2014년 3월 31일에 확인함.
- “The Billboard Hot 100 All-Time Top Artists (20-01)”. 《Billboard》. 2008년 9월 11일. 2008년 9월 13일에 원본 문서에서 보존된 문서. 2008년 9월 13일에 확인함.
- “Most No. 1s By Artist (All-Time)”. 《Billboard》. 2008. 2016년 3월 20일에 확인함.
- Boyd, Pattie (2008). 《Wonderful Tonight: George Harrison, Eric Clapton, and Me》. Three Rivers Press. ISBN 0307407837.
- “Certified Awards Search”. 《British Phonographic Industry》. 2013년 1월 15일에 원본 문서에서 보존된 문서. 2009년 10월 6일에 확인함.
- Brown, Peter; Gaines, Steven (2002). 《The Love You Make: An Insider's Story of The Beatles》. New York: New American Library. ISBN 978-0-451-20735-7.
- Campbell, Michael (2008). 《Popular Music in America: The Beat Goes On》. East Windsor, CT: Wadsworth. ISBN 978-0-495-50530-3. 2014년 3월 31일에 확인함.
- Collett-White, Mike (2008년 11월 17일). “McCartney Hints at Mythical Beatles Track Release”. Reuters. 2015년 7월 17일에 원본 문서에서 보존된 문서. 2009년 10월 20일에 확인함.
- Collett-White, Mike (2009년 4월 7일). “Original Beatles digitally remastered”. Reuters. 2015년 10월 16일에 원본 문서에서 보존된 문서. 2009년 10월 13일에 확인함.
- Costello, Elvis (2004). “100 Greatest Artists: The Beatles”. 《Rolling Stone》. 2018년 6월 19일에 원본 문서에서 보존된 문서. 2013년 6월 25일에 확인함.
- “Universal plans to launch Capitol UK”. Complete Music Update. 2012년 11월 7일. 2021년 2월 13일에 원본 문서에서 보존된 문서. 2012년 11월 12일에 확인함.
- “Beatles '1' is fastest selling album ever”. CNN. Reuters. 2000년 12월 6일. 2021년 2월 25일에 원본 문서에서 보존된 문서. 2012년 2월 26일에 확인함.
- Davies, Hunter (1968). 《The Beatles》 Revis 2009판. New York & London: W.W. Norton. ISBN 978-0-393-33874-4. 2014년 3월 31일에 확인함.
- Dillon, Mark (2012). 《Fifty Sides of the Beach Boys: The Songs That Tell Their Story》. ECW Press. ISBN 978-1-77090-198-8.
- Doggett, Peter (2009). 《You Never Give Me Your Money: The Beatles After the Breakup》 1 US hacover판. New York: Harper. ISBN 978-0-06-177446-1. 2014년 3월 31일에 확인함.
- Doggett, Peter (2011). 《You Never Give Me Your Money: The Beatles After the Breakup》. New York, NY: It Books. ISBN 978-0-06-177418-8.
- Eccleston, Danny (2009년 9월 9일). “Beatles Remasters Reviewed”. 《Mojo》. 2009년 10월 7일에 원본 문서에서 보존된 문서. 2009년 10월 13일에 확인함.
- Emerick, Geoff; Massey, Howard (2006). 《Here, There and Everywhere: My Life Recording the Music of The Beatles》. New York: Gotham. ISBN 978-1-59240-179-6.
- Emerson, Bo (2009년 8월 6일). “Beatles Atlanta Show Made History in More Ways than One”. 《Atlanta Journal-Constitution》. 2013년 5월 14일에 원본 문서에서 보존된 문서. 2012년 10월 27일에 확인함.
- “The Beatles' Entire Original Recorded Catalogue Remastered by Apple Corps Ltd.” (보도 자료). EMI. 2009년 4월 7일. 2012년 4월 1일에 원본 문서에서 보존된 문서. 2011년 3월 25일에 확인함.
- Erlewine, Stephen Thomas (2009a). “Please Please Me”. AllMusic. 2011년 12월 21일에 확인함.
- Erlewine, Stephen Thomas (2009b). “With the Beatles”. AllMusic. 2011년 12월 21일에 확인함.
- Erlewine, Stephen Thomas (2009c). “A Hard Day's Night”. AllMusic. 2011년 12월 21일에 확인함.
- Erlewine, Stephen Thomas (2009d). “The Beatles (White Album)”. AllMusic. 2011년 12월 21일에 확인함.
- Everett, Walter (1999). 《The Beatles as Musicians: Revolver through the Anthology》. Oxford and New York: Oxford University Press. ISBN 978-0-19-512941-0. 2014년 3월 31일에 확인함.
- Everett, Walter (2001). 《The Beatles As Musicians: The Quarry Men through Rubber Soul》. Oxford and New York: Oxford University Press. ISBN 978-0-19-514105-4. 2014년 3월 31일에 확인함.
- Fisher, Marc (2007). 《Something in the Air》. New York: Random House. ISBN 978-0-375-50907-0. 2014년 3월 31일에 확인함.
- Gaffney, Dennis (2004년 1월 5일). “The Beatles' "Butcher" Cover”. 《Antiques Roadshow Online》. Public Broadcasting Service. 2019년 11월 19일에 원본 문서에서 보존된 문서. 2017년 1월 16일에 확인함.
- Gilliland, John (1969). “The British Are Coming! The British Are Coming!: The U.S.A. is invaded by a wave of long-haired English rockers” (audio). 《Pop Chronicles》. University of North Texas Libraries.
- Glennie, Alisdair (2012년 4월 1일). “Madonna Sets a New Record for Most No.1 Albums by Solo Singer with New Release MDNA”. 《Daily Mail》. 2012년 6월 24일에 확인함.
- Goodman, Fred (2015). 《Allen Klein: The Man Who Bailed Out the Beatles, Made the Stones, and Transformed Rock & Roll》. Boston, New York: Houghton Mifflin Harcourt. ISBN 978-0-547-89686-1.
- Gould, Jonathan (2007). 《Can't Buy Me Love: The Beatles, Britain and America》. New York: Three Rivers Press. ISBN 978-0-307-35338-2.
- Granata, Charles L. (2003). 《I Just Wasn't Made for These Times: Brian Wilson and the Making of the Beach Boys' Pet Sounds》. London: Unanimous. ISBN 978-1556525070.
- Gross, Doug (2009년 9월 4일). “Still Relevant After Decades, The Beatles Set to Rock 9 September 2009”. CNN. 2009년 9월 6일에 확인함.
- “Grammy Past Winners Search”. National Academy of Recording Arts and Sciences. 2011년 3월 25일에 확인함.
- “Best Selling Group”. 《Guinness World Records》. 2012년 5월 3일에 확인함.
- “Most Recorded Song”. 《Guinness World Records》. 2006년 9월 10일에 원본 문서에서 보존된 문서. 2009년 10월 29일에 확인함.
- Harris, Jonathan (2005). 〈Introduction: Abstraction and Empathy—Psychedelic Distortion and the Meaning of the 1960s〉.   Grunenberg, Christoph, and Jonathan Harris, eds. 《Summer of Love: Psychedelic Art, Social Crisis and Counterculture in the 1960s》. Liverpool: Liverpool University Press. ISBN 978-0-85323-919-2.
- Harry, Bill (2000a). 《The Beatles Encyclopedia: Revised and Updated》. London: Virgin. ISBN 978-0-7535-0481-9.
- Harry, Bill (2003). 《The George Harrison Encyclopedia》. London: Virgin. ISBN 978-0-7535-0822-0.
- Harry, Bill (2000b). 《The John Lennon Encyclopedia》. London: Virgin. ISBN 978-0-7535-0404-8.
- Harry, Bill (2002). 《The Paul McCartney Encyclopedia》. London: Virgin. ISBN 978-0-7535-0716-2.
- Hertsgaard, Mark (1995). 〈We All Want to Change the World: Drugs, Politics, and Spirituality〉. 《A Day in the Life:The Music and Artistry of the Beatles》. ISBN 0-385-31517-1. 2014년 3월 31일에 확인함.
- Hurwitz, Matt (2004년 1월 1일). “The Naked Truth About The Beatles' Let It BeNaked [sic]”. 《Mix》. 2010년 1월 31일에 원본 문서에서 보존된 문서. 2013년 5월 21일에 확인함.
- Ingham, Chris (2006). 《The Rough Guide to The Beatles》. London: Rough Guides. ISBN 978-1-84353-720-5.
- Inglis, Ian (2008). 〈Cover Story: Magic, Myth and Music〉.   Julien, Olivier. 《Sgt. Pepper and the Beatles: It Was Forty Years Ago Today》. Aldershot, UK, and Burlington, VT: Ashgate. ISBN 978-0-7546-6249-5.
- Kaplan, David (2008년 11월 25일). “PDA Digital Content Blog: Beatles Tracks Not Coming to iTunes Any Time Soon; McCartney: Talks at an Impasse”. 《The Guardian》 (London). 2009년 9월 16일에 확인함.
- Kozinn, Allan (1989년 11월 10일). “Beatles and Record Label Reach Pact and End Suit”. 《The New York Times》. 2009년 9월 27일에 확인함.
- La Monica, Paul R. (2005년 9월 7일). “Hey iTunes, Don't Make It Bad ...”. CNNMoney.com. 2009년 7월 25일에 확인함.
- Lavezzoli, Peter (2006). 《The Dawn of Indian Music in the West: Bhairavi》. New York and London: Continuum. ISBN 978-0-8264-1815-9. 2014년 3월 31일에 확인함.
- Levine, Robert (2009년 9월 4일). “Paul McCartney: The Billboard Q&A”. 《Billboard》. New York. 2012년 4월 14일에 확인함.
- Lewis, Randy (2009년 4월 8일). “Beatles' Catalog Will Be Reissued Sept. 9 in Remastered Versions”. 《Los Angeles Times》. 2009년 4월 11일에 원본 문서에서 보존된 문서. 2009년 5월 2일에 확인함.
- Lewis, Randy (2012년 9월 27일). “Beatles album catalog will get back to vinyl Nov. 13”. 《Los Angeles Times》. 2012년 9월 29일에 확인함.
- Lewisohn, Mark (1988). 《The Complete Beatles Recording Sessions》. New York: Harmony. ISBN 978-0-517-57066-1.
- Lewisohn, Mark (1992). 《The Complete Beatles Chronicle:The Definitive Day-By-Day Guide To the Beatles' Entire Career》 2010판. Chicago: Chicago Review Press. ISBN 978-1-56976-534-0.
- Lewisohn, Mark (2013). 《The Beatles: All These Years, Vol. 1: Tune In》. Crown Archetype. ISBN 978-1-4000-8305-3.
- Loder, Kurt (1998년 6월 8일). “The Time 100”. 《Time》 (New York). 2008년 8월 22일에 원본 문서에서 보존된 문서. 2009년 7월 31일에 확인함.
- Lustig, Jay (2009년 4월 5일). “Paul McCartney, Ringo Starr Perform Together in Support of Transcendental Meditation”. 《The Star-Ledger》. 2012년 6월 6일에 확인함.
- MacDonald, Ian (2005). 《Revolution in the Head: The Beatles' Records and the Sixties》 2 revis판. London: Pimlico. ISBN 1-84413-828-3.
- Martens, Todd (2009년 11월 4일). “Meet the Beatles' USB Drive; EMI Files Suit Against BlueBeat for Selling Beatles Downloads”. 《Los Angeles Times》. 2009년 11월 5일에 확인함.
- Martin, George (1979). 《All You Need Is Ears》. New York: St. Marten's Press. ISBN 978-0-312-11482-4. 2014년 3월 31일에 확인함.
- McNeil, Alex (1996). 《Total Television: The Comprehensive Guide to Programming From 1948 to the Present》 4판. New York City: Penguin Books. ISBN 978-0-14-024916-3.
- Miles, Barry (1997). 《Paul McCartney: Many Years from Now》. New York: Henry Holt and Company. ISBN 0-8050-5249-6.
- Miles, Barry (1998). 《The Beatles: A Diary – An Intimate Day by Day History》. London: Omnibus. ISBN 0-7119-9196-0.
- Miles, Barry (2001). 《The Beatles Diary Volume 1: The Beatles Years》. London: Omnibus Press. ISBN 0-7119-8308-9.
- “Beatles to Release New Album”. 《NME》. 2006년 10월 2일. 2012년 4월 20일에 확인함.
- Norman, Philip (1996). 《Shout!: The Beatles in Their Generation》. New York: Fireside. ISBN 978-0-684-43254-0.
- Norman, Philip (2008). 《John Lennon: The Life》. New York: Ecco/HarperCollins. ISBN 978-0-06-075401-3.
- “The Official Singles Charts' Biggest Selling Artists of All Time Revealed”. Official Chart Company. 2012년 6월 4일. 2012년 6월 24일에 확인함.
- Pedler, Dominic (2003). 《The Songwriting Secrets of The Beatles》. London: Omnibus. ISBN 978-0-7119-8167-6. 2014년 3월 31일에 확인함.
- Plagenhoef, Scott (2009년 9월 9일). “Revolver”. 《Pitchfork Media》. 2009년 10월 31일에 확인함.
- “Top Selling Artists”. Recording Industry Association of America. 2009a. 2009년 10월 10일에 확인함.
- “Gold & Platinum Artist Tallies”. Recording Industry Association of America. 2009b. 2013년 7월 11일에 원본 문서에서 보존된 문서. 2009년 10월 10일에 확인함.
- “Diamond Awards”. Recording Industry Association of America. 2009c. 2015년 12월 30일에 원본 문서에서 보존된 문서. 2009년 10월 10일에 확인함.
- Richardson, Mark (2009년 9월 10일). “The Beatles”. 《Pitchfork Media》. 2009년 10월 31일에 확인함.
- “Inductees: The Beatles”. Rock and Roll Hall of Fame. 2012년 10월 14일에 원본 문서에서 보존된 문서. 2012년 4월 14일에 확인함.
- Rodriguez, Robert (2010). 《Fab Four FAQ 2.0: The Beatles' Solo Years, 1970–1980》. New York: Backbeat. ISBN 978-0-87930-968-8.
- “The 500 Greatest Albums of All Time”. 《Rolling Stone》 (New York). 2003년 11월 18일. 2008년 6월 23일에 원본 문서에서 보존된 문서. 2009년 9월 13일에 확인함.
- Sandford, Christopher (2006). 《McCartney》. New York: Carroll & Graf. ISBN 978-0-7867-1614-2.
- Schinder, Scott; Schwartz, Andy (2007). 《Icons of Rock: An Encyclopedia of the Legends Who Changed Music Forever》. Westport, CT: Greenwood Press. ISBN 978-0-313-33845-8.
- Southall, Brian; Perry, Rupert (contributor) (2006). 《Northern Songs: The True Story of the Beatles Song Publishing Empire》. London et al.: Omnibus. ISBN 978-1-84609-237-4. 2014년 3월 31일에 확인함.
- Sheff, David (1981).  Golson, G. Barry, 편집. 《The Playboy Interviews with John Lennon and Yoko Ono》. Playboy. ISBN 978-0-87223-705-6.
- “George Harrison's Death Certificate”. 《The Smoking Gun》. 2012년 6월 22일에 확인함.
- Spitz, Bob (2005). 《The Beatles: The Biography》. New York: Little, Brown. ISBN 978-0-316-80352-6.
- Spizer, Bruce (2004). 《The Beatles Are Coming! The Birth of Beatlemania in America》. New Orleans: 498 Productions. ISBN 0-9662649-9-1.
- Strong, Martin (2004). 《The Great Rock Discography》. Edinburgh and New York: Canongate. ISBN 1-84195-615-5. 2014년 3월 31일에 확인함.
- Unterberger, Richie (2009a). “Biography of The Beatles”. AllMusic. 2011년 12월 21일에 확인함.
- Unterberger, Richie (2009b). “Rubber Soul”. AllMusic. 2011년 12월 21일에 확인함.
- Unterberger, Richie (2009c). “Magical Mystery Tour”. AllMusic. 2011년 12월 21일에 확인함.
- Unterberger, Richie (2009d). “Abbey Road”. AllMusic. 2011년 12월 21일에 확인함.
- Unterberger, Richie (2009e). “Let It Be”. AllMusic. 2011년 12월 21일에 확인함.
- Unterberger, Richie; Eder, Bruce (2009). “Yellow Submarine”. AllMusic. 2011년 12월 21일에 확인함.
- Winn, John C. (2008). 《Way Beyond Compare: The Beatles' Recorded Legacy, Volume One, 1957–1965》. New York: Three Rivers Press. ISBN 978-0-307-45157-6. 2014년 3월 31일에 확인함.
- Winn, John C. (2009). 《That Magic Feeling: The Beatles' Recorded Legacy, Volume Two, 1966–1970》. New York: Three Rivers Press. ISBN 978-0-307-45239-9. 2014년 3월 31일에 확인함.
- Womack, Kenneth (2007). 《Long and Winding Roads: The Evolving Artistry of the Beatles》. London & New York: Continuum. ISBN 978-0-8264-1746-6.
- 비틀즈 (2010). 《The Beatles Anthology》 [비틀즈 앤솔로지]. 오픈하우스. ISBN 978-89-93824-44-5. 2016년 11월 23일에 원본 문서에서 보존된 문서. 2016년 12월 7일에 확인함.

- Astley, John (2006). 《Why Don't We Do It In The Road? The Beatles Phenomenon》. The Company of Writers. ISBN 0-9551834-7-2.
- Barrow, Tony (2005). 《John, Paul, George, Ringo & Me: The Real Beatles Story》. New York: Thunder's Mouth. ISBN 1-56025-882-9.
- Bramwell, Tony; Kingsland, Rosemary (2006). 《Magical Mystery Tours: My Life with the Beatles》. New York: St. Martin's Press. ISBN 978-0-312-33044-6.
- Braun, Michael (1964). 《Love Me Do: The Beatles' Progress》 1995 reprint판. London: Penguin. ISBN 0-14-002278-3.
- Carr, Roy; Tyler, Tony (1975). 《The Beatles: An Illustrated Record》. New York: Harmony Books. ISBN 0-517-52045-1.
- Epstein, Brian (1964). 《A Cellarful of Noise》. Byron Preiss. ISBN 978-0-671-01196-3. OCLC 39211052.
- 《The Beatles: The FBI Files》. 《Federal Bureau of Investigation》 (Filibust). 2007. ISBN 1-59986-256-5. 2014년 3월 31일에 확인함.
- Frontani, Michael R (2007). 《The Beatles: Image and the Media》. University Press of Mississippi. ISBN 978-1-57806-965-1. 2014년 3월 31일에 확인함.
- Harry, Bill (1985). 《The Book Of Beatle Lists》. Poole, Dorset: Javelin. ISBN 0-7137-1521-9.
- Kirchherr, Astrid; Voormann, Klaus (1999). 《Hamburg Days》. Guildford, Surrey: Genesis Publications. ISBN 978-0-904351-73-6.
- Lennon, Cynthia (2005). 《John》. New York: Crown Publishers. ISBN 978-0-307-33855-6.
- Lewisohn, Mark (2013). 《The Beatles – All These Years: Volume One: Tune In》. Little, Brown Book Group. ISBN 0-316-72960-4.
- Mansfield, Ken (2007). 《The White Book》. Nashville, TN: Thomas Nelson. ISBN 978-1-59555-101-6. 2014년 3월 31일에 확인함.
- Martin, George; Pearson, William (1994). 《Summer of Love: The Making of Sgt. Pepper》. London: Macmillan. ISBN 0-333-60398-2.
- Riley, Tim (2011). 《Lennon: The Man, the Myth, the Music—The Definitive Life》. New York: Hyperion/HarperCollins. ISBN 978-1-4013-2452-0.
- Schaffner, Nicholas (1977). 《The Beatles Forever》. Harrisburg, PA: Cameron House. ISBN 0-8117-0225-1.
- Turner, Steve (2005). 《A Hard Day's Write: The Stories Behind Every Beatles Song》 3판. New York: Harper Paperbacks. ISBN 0-06-084409-4.